# 日産・ノート
ノート（NOTE）は、日産自動車が製造・販売するハッチバック型の乗用車である（欧州では小型ミニバンまたはミニMPVに分類される）。

## 概要
マーチなどにも採用されるBプラットフォームをベースに開発された。初代型は、当初1.5Lエンジンのみが用意され、他の1.5Lクラスの車よりも価格が安く設定されている。また、2008年10月には1.6Lエンジン搭載グレードも追加された。
日産の世界戦略車に位置付けられている。
なお、日産の車両型式の基準では新型車は末尾の数字が0となることが多いが、E10はチェリーで使われていたため、ノートはE11からの付番となった。

## 初代 E11型（2005年 - 2012年）

### 年表
- 2004年9月2日 - ムラーノの発表会においてラフェスタなどとともに先行公開。同車のみ量産試作車が間に合わず、モックアップでの発表であった。同月、パリサロンでノートをベースとするコンセプトカー「トーン」（Tone ）を出展。
- 2005年
  - 1月20日 - 日本での販売を開始。月間販売目標は8,000台。販売開始当初は1.5L車のみで、「15S」・「15S Vパッケージ」・「15E」・「15RX」・「15S FOUR」・「15S FOUR Vパッケージ」・「15E FOUR」の7グレードを設定。また、オーテックジャパン扱いの特別仕様車「ライダー」も同時発売。「15S」系の4グレードをベースに、メッキパーツや3Dニット地の専用シートなどを装備し、スポーティ感を演出した仕様とした。
  - 4月27日 - 特別仕様車「15E/15E FOUR Salsa Green（サルサグリーン）」を発売。

「15E」・「15E FOUR」をベースに、特別グリーン内装、プラズマクラスターイオンフルオートエアコン（デジタル表示、除菌機能付）、メーター廻りシルバー加飾、シルバー調フィニッシャー（シフトノブ、パワーウィンドウスイッチ）を装備した。
  - 9月 - フランクフルトモーターショーにヨーロッパ仕様を出展。

1.4Lおよび1.6Lのガソリンエンジンと、2仕様の1.5Lディーゼルエンジンを設定する。エクステリアデザインについても日本仕様車との差別化が図られ、フロントグリル、前後バンパーの形状などが変更された。
  - 10月 - 第39回東京モーターショーに「ノート インスパイアード by アディダス」を出展。
  - 12月22日 - 一部改良。

「15RX」を除くシート及びドアトリムクロスを一新し、インストルメントパネルに新素材を採用。「15S/15S FOUR」を除く全グレードに運転席アームレストを追加した。また、「15S Vパッケージ/15S FOUR Vパッケージ」・「15E/15E FOUR」にはメーター・パワーウインドウフィニッシャー、シフトノブにシルバー加飾、ハロゲンヘッドランプに光輝タイプをそれぞれを採用し、特別仕様車「Salsa Green」に採用されていたサルサグリーン内装をオプション設定に追加。
「15RX」はエアコンリングメッキ加飾やスイッチのフィニッシャー類をブラックに変更。ボディカラーにシェリーシルバーとブライトカッパーの2色を追加した。さらに、ヘッドランプレベライザーを全車設定することで、翌年1月から実施される灯火器（改正）技術基準に適合させた。オーテックジャパン扱いの「ライダー」は専用ロードアルミホイールを光輝タイプに変更した。
  - グッドデザイン賞を受賞。
- 2006年
  - 1月 - イギリスのサンダーランド工場においてヨーロッパ仕様の生産が開始され、ロシアを含むヨーロッパ各国での販売を開始[2]。
  - 5月10日 - 特別仕様車「15S V-Limited」・「15S FOUR V-Limited」を発売。

「15S Vパッケージ」・「15S FOUR Vパッケージ」をベースに、専用シートクロス&ドアトリムクロス、6:4分割リア可倒式シート、2DIN MD･CD一体AM/FM電子チューナーラジオ、リア2スピーカーを装備した。
  - 5月29日 - オーテックジャパン扱いの「ライダー Vパッケージ」をベースに、イルミネーション付専用キッキングプレート、バイキセノンヘッドランプ、専用アルミペダル、専用スポーティフロアカーペットを装備した特別仕様車「ライダーアルファII」を発売（2007年3月末までの期間限定販売）。
  - 10月4日 - 特別仕様車「15S Vパッケージ + navi」・「15S FOUR Vパッケージ + navi」を発売。

「15S Vパッケージ」・「15S FOUR Vパッケージ」をベースに、DVD方式のシンプルナビゲーションシステムと本革巻き3本スポークステアリングを装備した
  - 12月25日 - 一部改良。

2WD車で燃費を向上し「平成22年度燃費基準+20%」を達成。インテリジェントエアコンシステム（ワンタッチクリーンスイッチ付）を一部グレードに標準装備又はオプション設定し、シート形状・ドアトリム/シートクロスを変更。ボディカラーに新色3色を追加し、全車オーディオレス化などを行った。なお、「15S Vパッケージ」・「15S FOUR Vパッケージ」は「15M」・「15M FOUR」に改名した。
併せて、「15M」・「15M FOUR」をベースに、DVD方式のシンプルナビゲーションシステムとディンプル付本革巻3本スポークステアリングを装備した特別仕様車「15M + navi next」・「15M FOUR + navi next」を発売した。
- 2007年6月5日 - 特別仕様車「15M/15M FOUR KAGAYAKI Edition（カガヤキエディション）」及び「15M/15M FOUR KAGAYAKI Edition + navi HDD」を発売。

前者は「15M」・「15M FOUR」をベースに、人気の高いバイキセノンヘッドランプ、バンパー組込みハロゲンフォグランプ、オートライトシステム、CD一体AM/FM電子チューナーラジオを装備するとともに、スーパーファインブラッククロスを採用した。後者は、前者をベースにCD一体AM/FM電子チューナーラジオを専用HDDナビゲーションに変更し、ディンプル付本革巻3本スポークステアリングとリヤ2スピーカーを追加装備した
- 2008年
  - 1月9日 - マイナーチェンジ。

フロントデザインを変更し、フロントグリルについては、標準車にはエクステリアカラーによってカラード（ボディ同色）とガンメタリックの2種類が、スポーティグレードにはスモークメッキが採用される。液晶オド・ツイントリップメーター（燃費表示機能付）を備えた2連リングメーターを全車に標準装備し、4WD車は寒冷地仕様を標準装備。スポーティグレードにはホワイトメーターやルーフスポイラーなどが装備され、ブラックアウトヘッドライトが採用された。グレード体系は「15RX」を除き再編され、「15X Fパッケージ」・「15X」・「15G」・「15X FOUR Fパッケージ」・「15X FOUR」・「15G FOUR」になるとともに、スポーティグレードに「15RS」を追加した。併せて、専用HDDナビゲーションシステム、トップシェード付UVカットグリーンガラス（フロント）、リヤ2スピーカー（「15X」・「15X FOUR」のみ）を装備した特別仕様車「Plus navi HDD」4グレードも発売した。
オーテックジャパン扱いの「ライダー」はフロントデザインを一新するとともに、専用チューンドエンジンの搭載やボディ剛性の向上、サスペンションチューニングにより卓越した走行性能を実現した高性能仕様「ライダー ハイパフォーマンススペック」を追加した。なお、ベース車両は「15X」・「15X FOUR」となった。
メーカーオプションとして設定されていたカーウイングスナビゲーションシステムは選択できなくなった。
  - 5月27日 - 特別仕様車「Plus navi HDD SP」を発売（同年9月末までの期間限定販売）。

同年1月に発売した同名の特別仕様車より、専用HDDナビゲーションシステムの仕様が一部変更され、TVチューナーをワンセグチューナーに変更し、新たにDVDビデオ再生機能とフロントAUX端子を搭載した。
  - 10月7日 - 特別仕様車「15 Brownie Interior（ブラウニーインテリア）」と「15RS/16RZ エアロスタイル」を発売。

前者は「15X」・「15X FOUR」をベースに、専用ブラウニー内装が採用され、助手席アームレスト、運転席シートバック格納式テーブルなどが装備された。後者はオーテックジャパンによるカスタマイズで、「15RS」・「16RZ」をベースに、専用クロームメッキフロントグリルやフロントプロテクター、サイドシルプロテクター、リヤアンダープロテクターなどのエクステリアパーツが装備された。
同時に、HR16DEエンジンに5速マニュアルを組み合わせた追加グレード「16X」と「16RZ」（スポーティグレード）が発売された。
  - 12月17日 - 期間限定車「プラスナビHDD Safety」を発売（2009年3月末までの期間限定販売）。

同年1月・5月に発売した特別仕様車「プラスナビ」シリーズの第3弾として、新たにSRSカーテンエアバッグシステムを追加した仕様である。なお、ベース車両は「15X」・「15X FOUR」・「15RS」の3グレードとなった。
- 2009年
  - 欧州仕様車がマイナーチェンジ。フロントグリルは日本仕様車と同一のデザインとなり、フロントバンパーやテールライトのデザインも変更された。
  - 4月23日 - 1.5L・2WD車の燃費性能を向上し、「平成22年度燃費基準+25%」達成。また、「15RX」にはSRSカーテンエアバッグシステムが標準装備となった。ボディカラーには新色のクリスタルライラックチタンパールメタリックを設定し、「15RS」、「15RX」、「16RZ」専用色だったフランボワーズレッド2コートパールを他のグレードに拡大設定するなどの仕様変更を行った。
  - 7月 - オーテックジャパン扱いの「ライダー」・「ライダー ハイパフォーマンススペック」で価格改定を行った。
  - 10月20日 - オーテックジャパン扱いの「ライダー」・「ライダー ハイパフォーマンススペック」をベースに、HDDナビゲーションシステムを装備した特別仕様車「ライダー プラスナビHDD」・「ライダー ハイパフォーマンススペック プラスナビHDD」を発売。
  - 12月17日 - 「15X」・「15RS」をベースに、エアロパーツや専用クロームメッキグリルなどを装備し、スタイリッシュで魅力のある仕様としながらも価格を低く抑えた特別仕様車「15X/15RS aero style」を発売。本仕様車はオーテックジャパン扱いとなる。
- 2010年
  - 4月22日 - オーテックジャパン扱いの特別仕様車「15X/15RS aero style」にHDDナビゲーションシステムを追加装備した「15X/15RS aero style +navi HDD」を発売。
  - 12月1日 - 一部改良。

新たに、エンジンとトランスミッションを協調制御し、エコドライブをアシストする「ECOモード」機能を「16X」を除く2WD車に搭載。さらに、シート・ドアトリムクロスを変更し、ウレタン3本スポークステアリング（シルバーフィニッシャー）、2連リングホワイトメーター、低フリクションシートベルトを全車標準装備。また、フロントグリルは全グレードカラード（ボディ同色）に統一された。
グレード体系の見直しが行われ、「15X SV/15X FOUR SV」、「15X Vセレクション/15X FOUR Vセレクション」、「15G/15G FOUR」、「16X」の4グレードとなった。また、最低価格も従来の135.45万円（「15X Fパッケージ」）から129.885万円（「15X SV」）に引き下げられた。
オーテックジャパン扱いの「エアロスタイル」シリーズ、「ライダー」シリーズはベースグレードの変更や装備の追加を行った。
- 2011年
  - 6月30日 - 「15X SV」・「15X FOUR SV」をベースに、プラズマクラスターイオンを搭載したインテリジェントエアコンシステム（ワンタッチクリーンスイッチ付）を装備しながらも、ベース車からの価格上昇分を40,950円に抑えた特別仕様車「15X SV +プラズマ」・「15X FOUR SV +プラズマ」を発売。
  - 10月19日 - オーテックジャパン扱いの特別仕様車「ライダー ブラックライン」を発売。「15X SV」・「15X FOUR SV」をベースに「ライダー」の特別装備に加え、専用ダーククロムグリル（フロント・バンパー）、専用ダークエンブレム（Rider/AUTECH）、インテリジェントエアコンシステム、FUJITSUBO製専用スポーツマフラー&専用バンパーフィニッシャーを特別装備した。
- 2012年
  - 8月[3] - 生産終了。在庫対応分のみの販売となる。
  - 9月 - 2代目と入れ替わる形で販売終了。

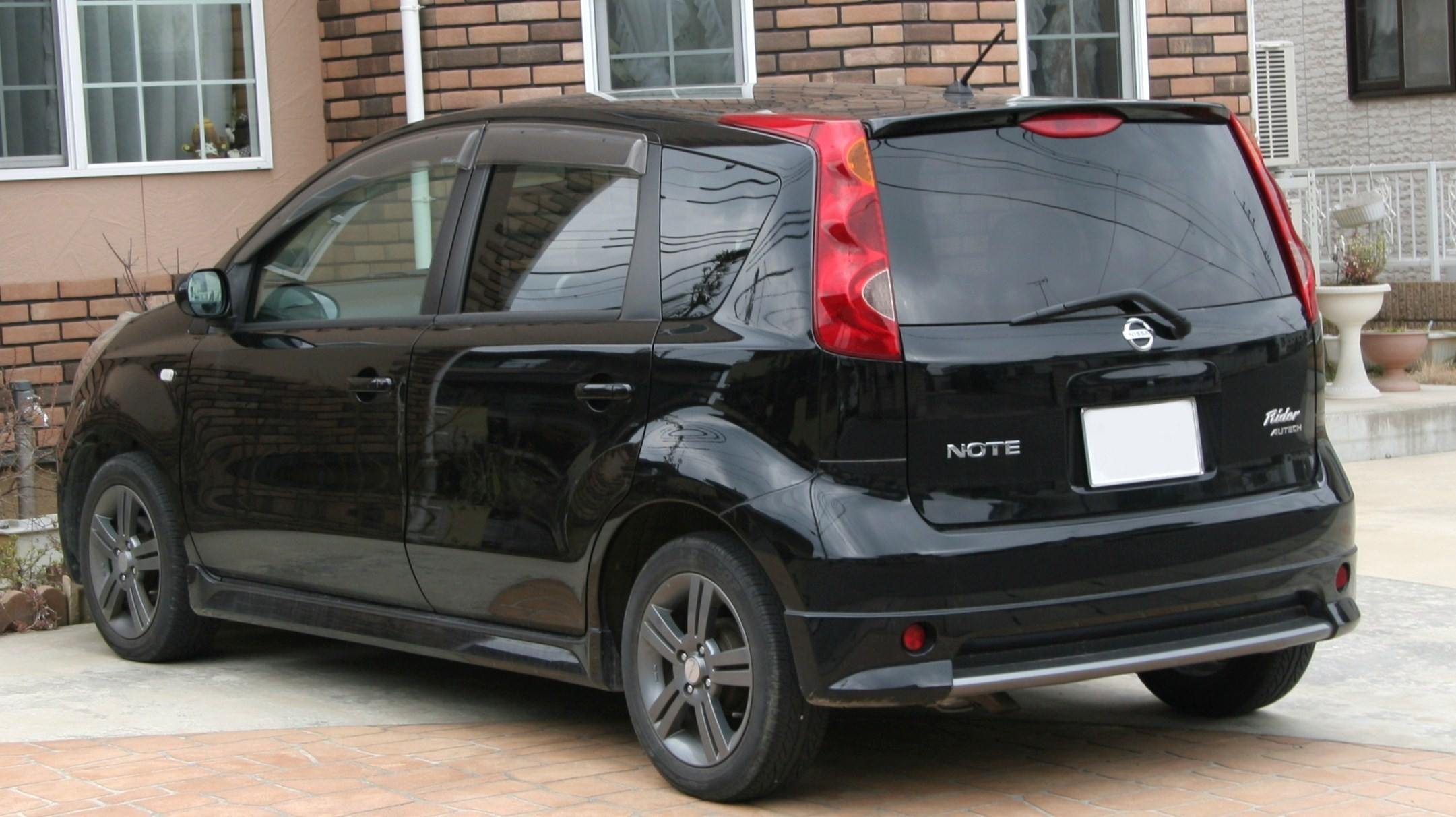
ライダー（前期型）リア
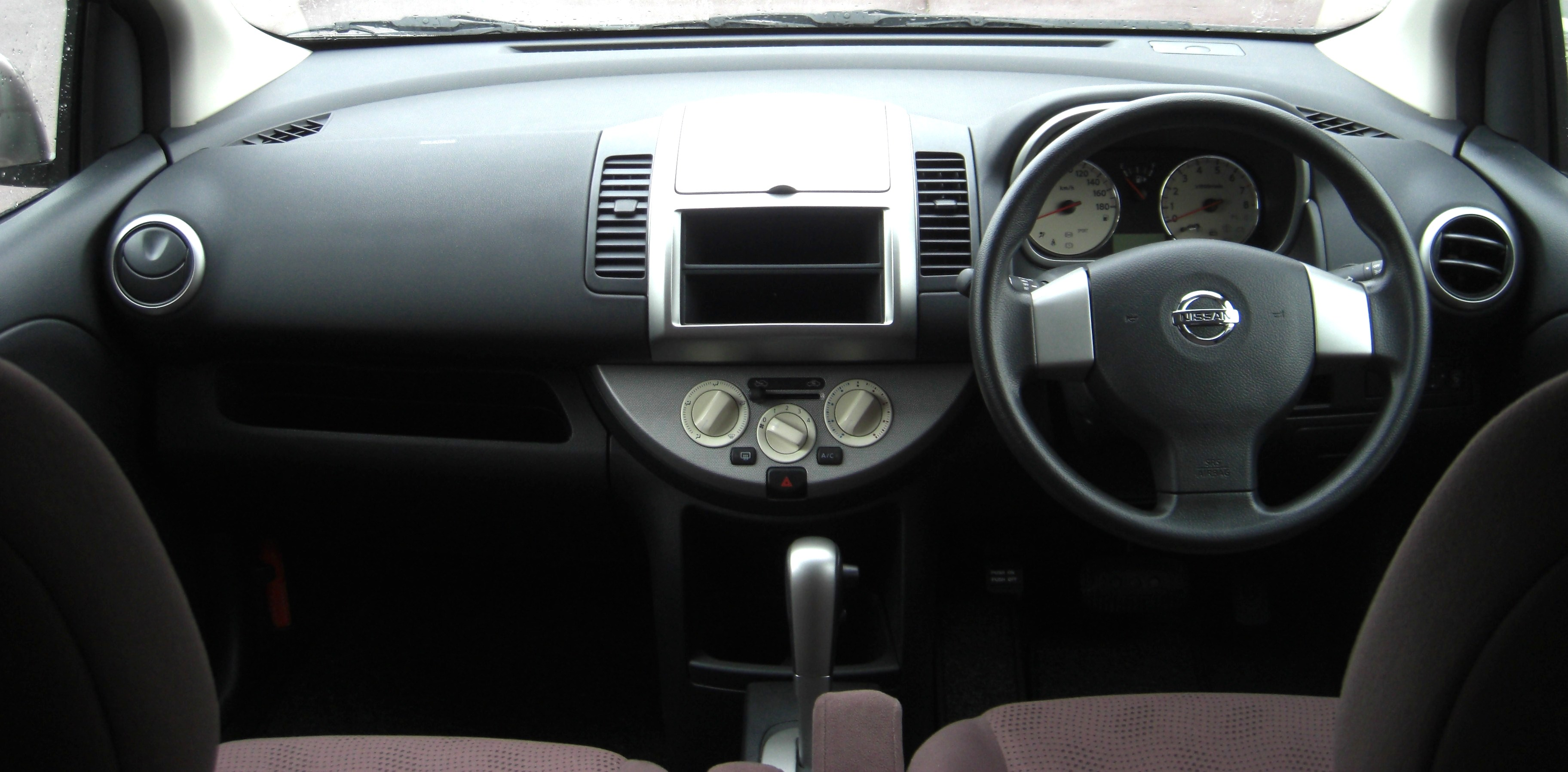
後期型車内
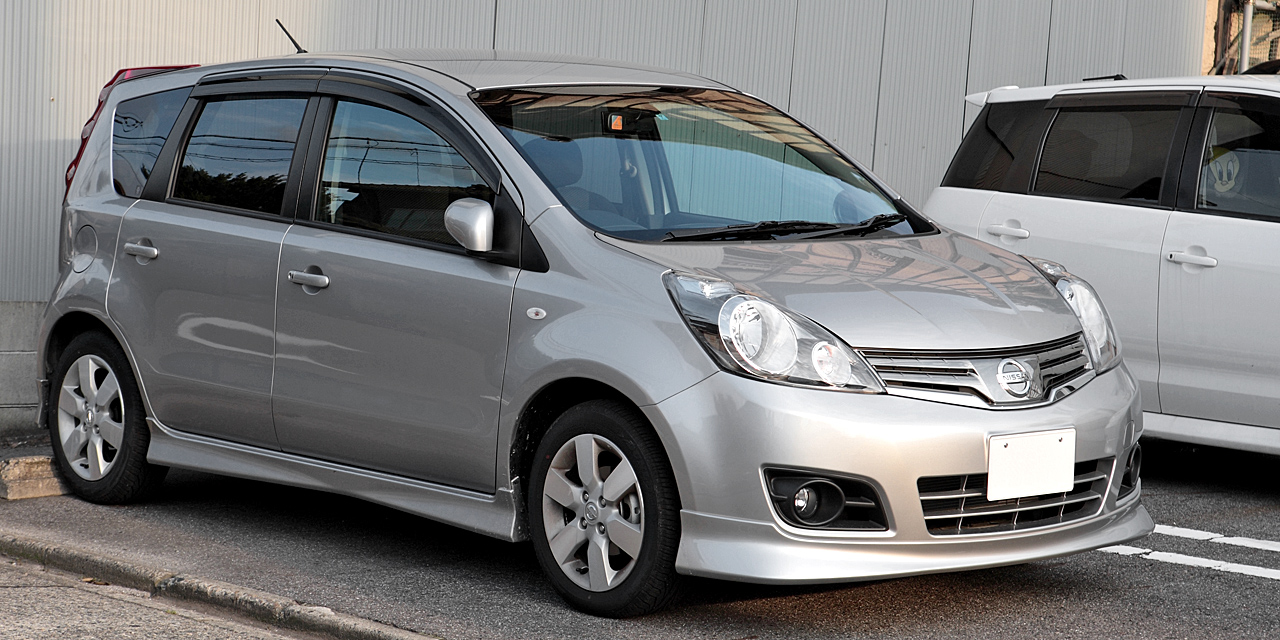
後期型スポーティグレード（フロント・サイドシル・リアアンダープロテクター装着車）
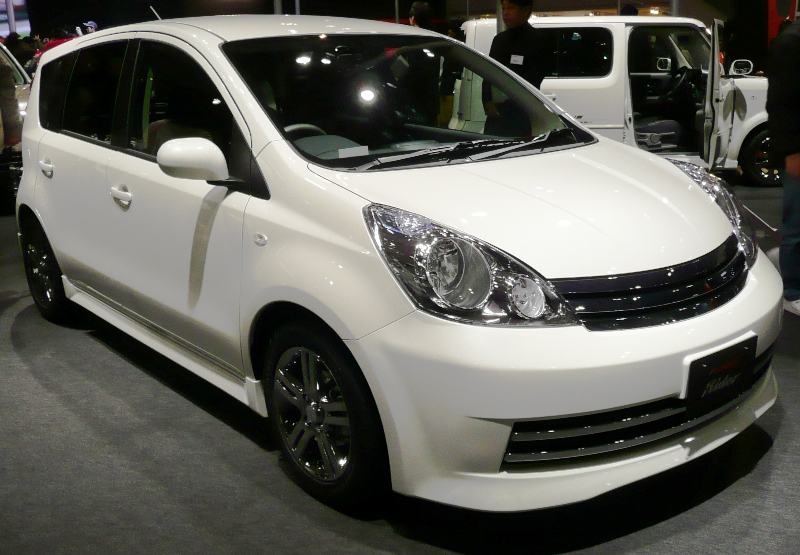
ライダー ハイパフォーマンススペック
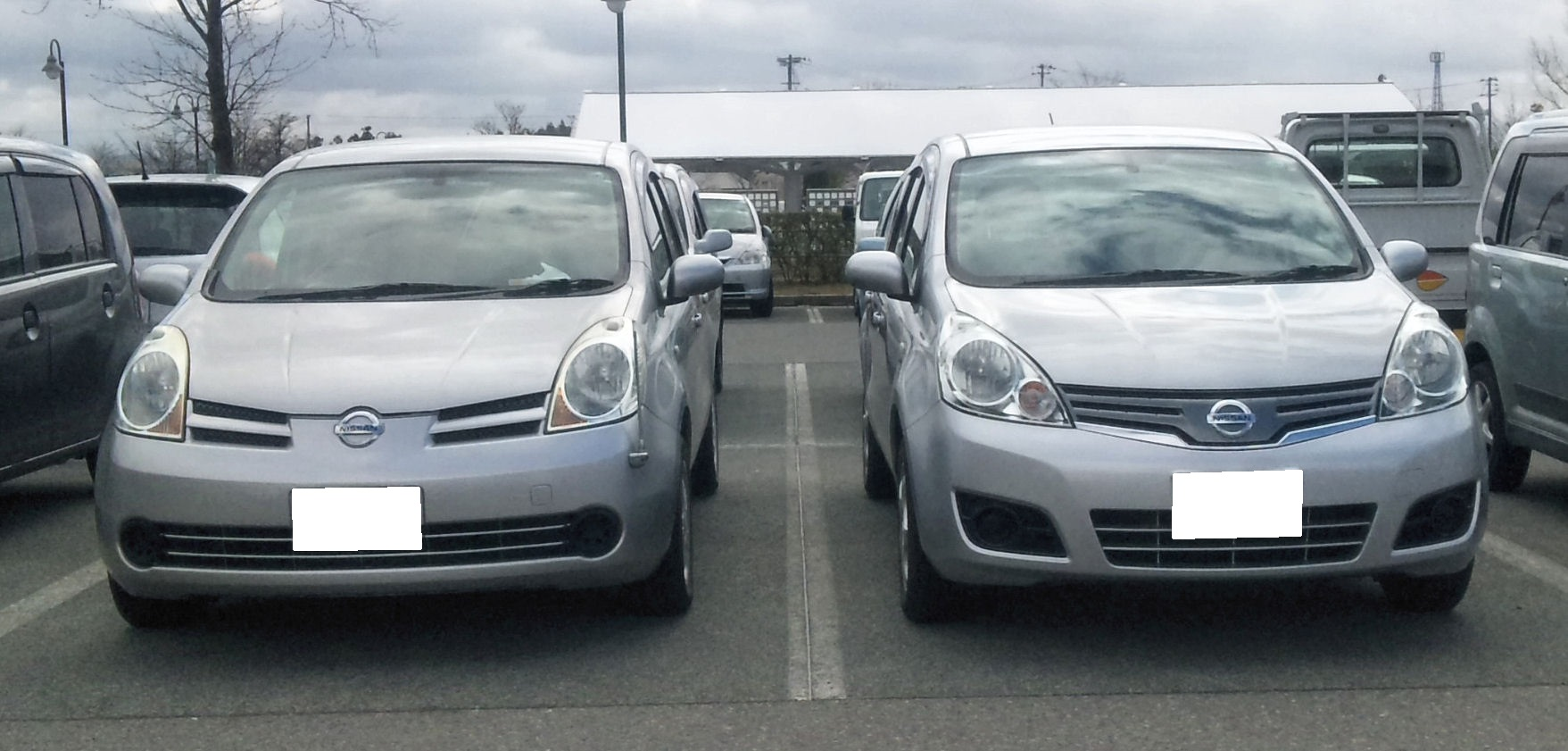
前期型と後期型の比較
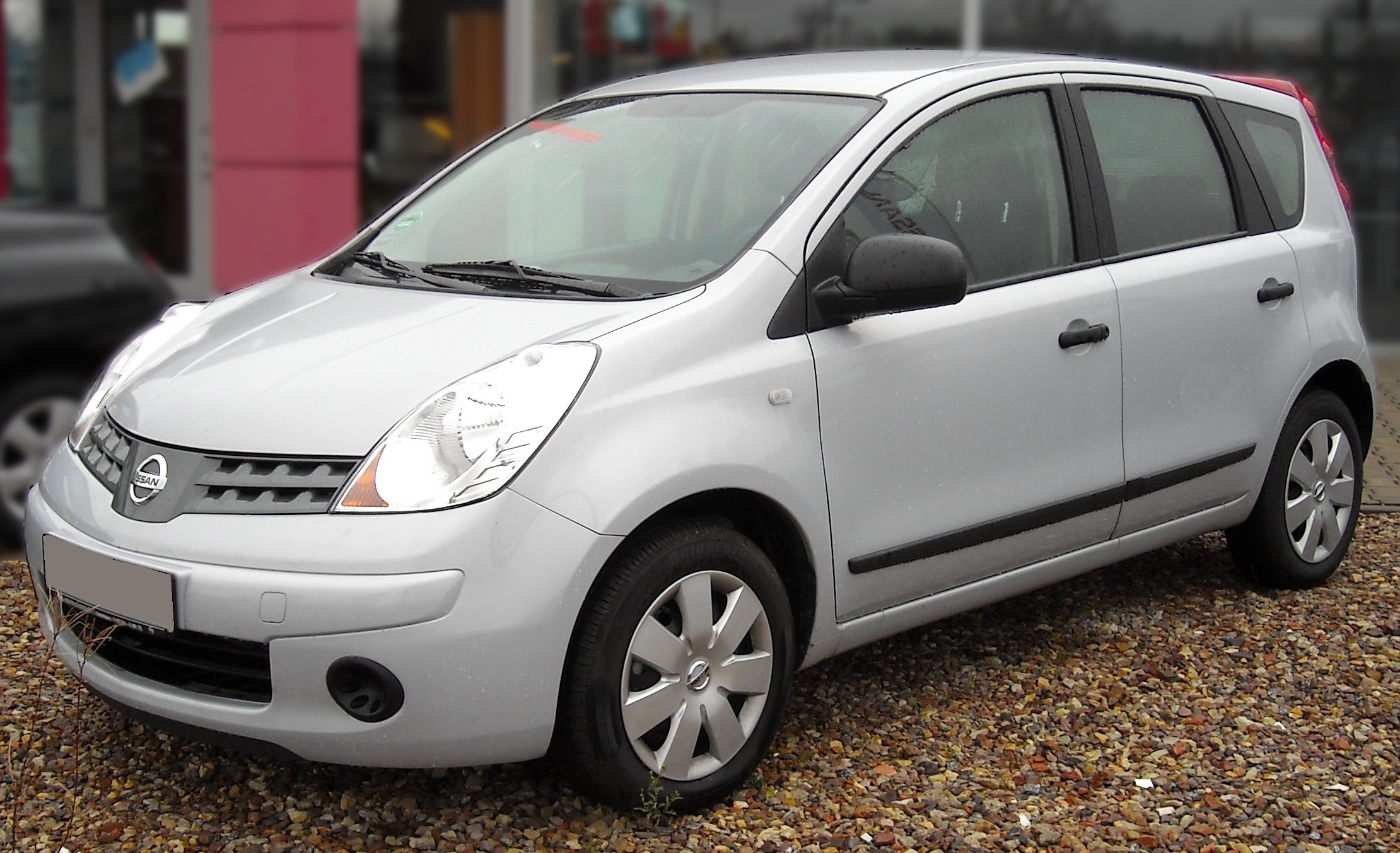
欧州仕様前期型
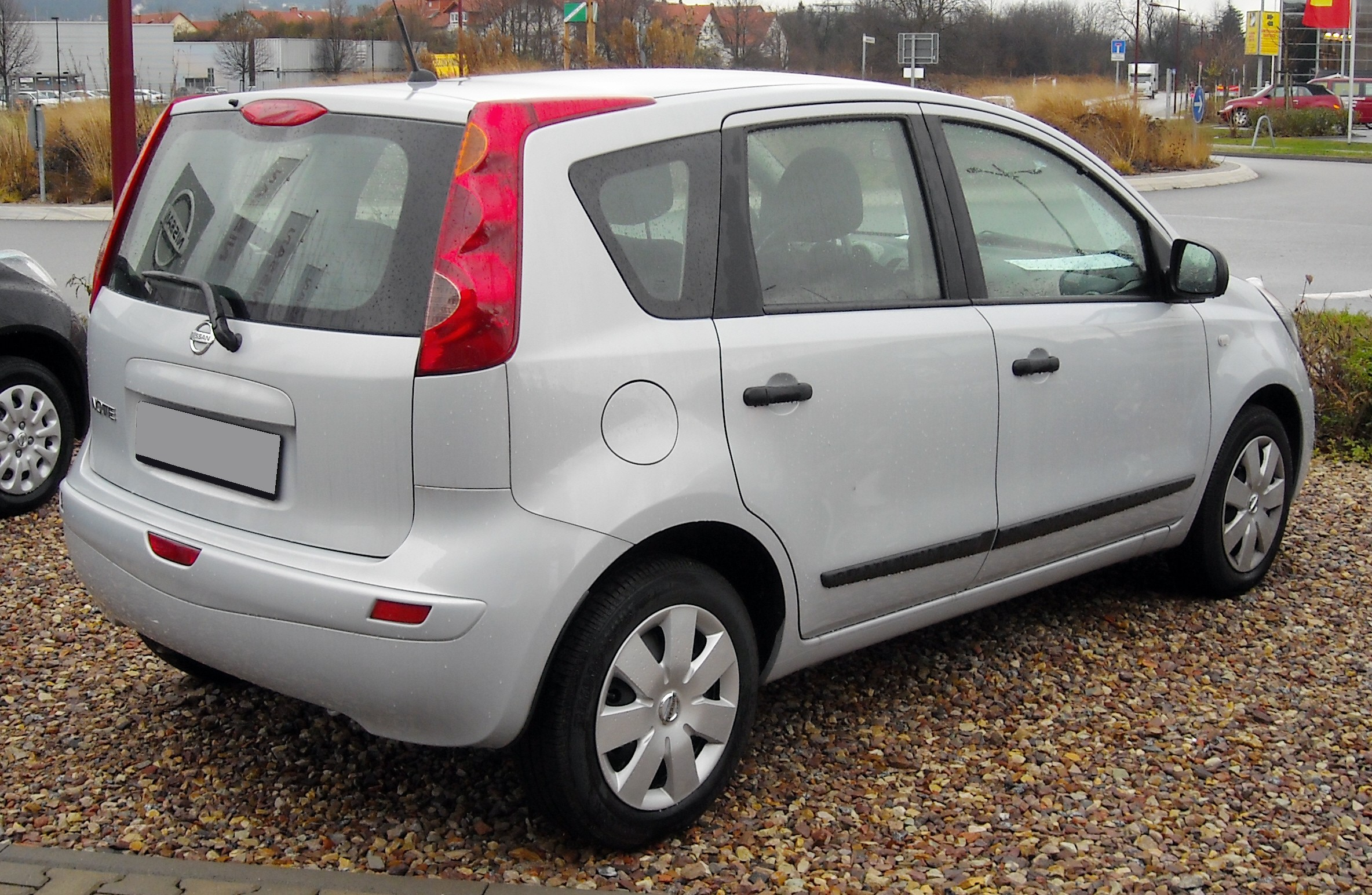
リア
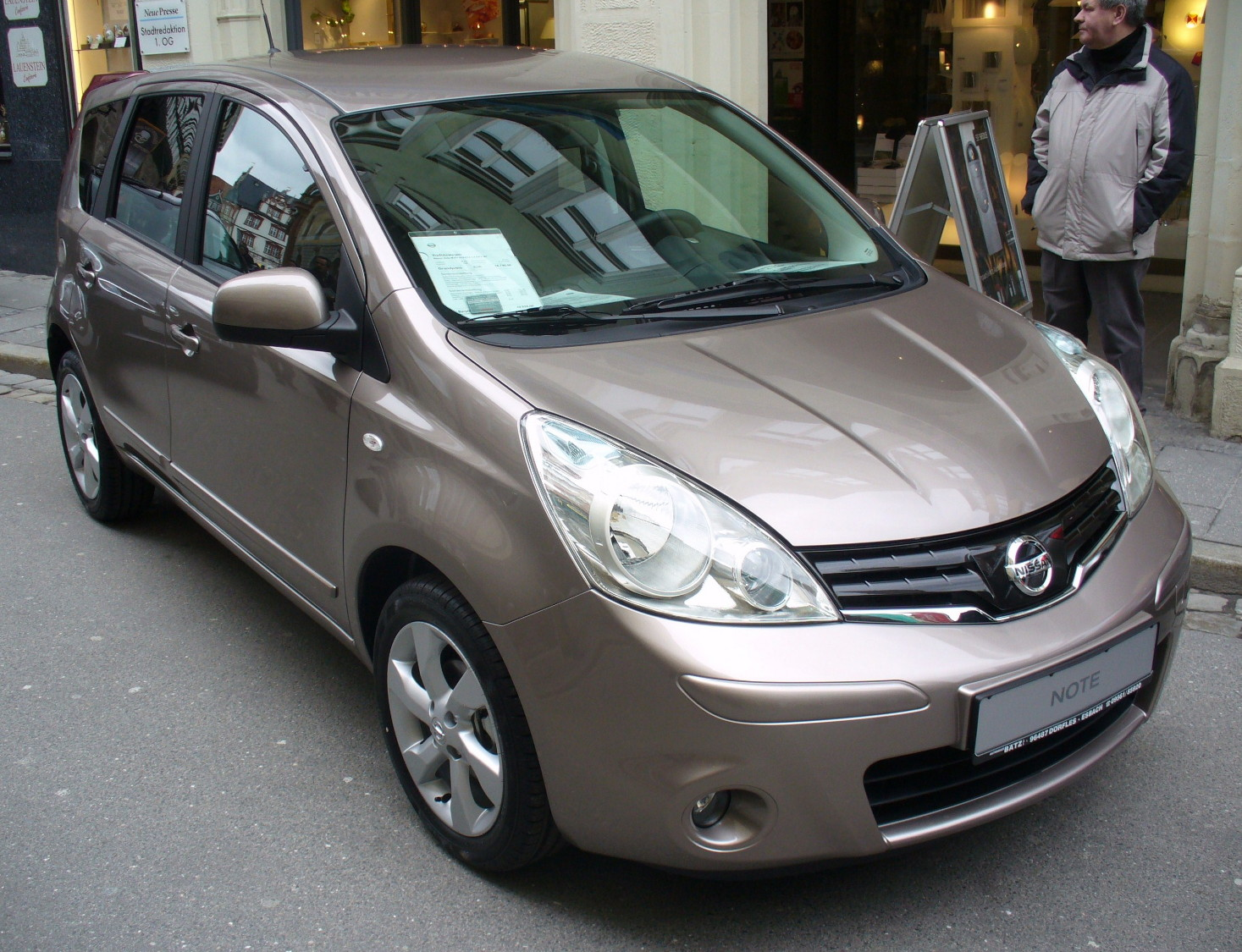
欧州仕様後期型

## 2代目 E12型（2012年 - 2020年）

### 概要
2012年（平成24年）7月16日に横浜市の大さん橋で新型グローバルコンパクトカーとして世界初公開。その場で同車は日本では2代目ノートとして9月に発売することがアナウンスされた。その後、2012年（平成24年）8月28日に公式発表、9月3日に販売開始された。
開発責任者は商品企画本部の水口美絵（みなくち みえ）が務めた。女性の開発責任者は日本の自動車メーカーでは初となる。
エンジンは先代の1.5L・1.6L直列4気筒から1.2L直列3気筒にダウンサイジングされ、直噴ミラーサイクルエンジンと高効率スーパーチャージャーを組み合わせた。
生産は追浜工場から日産自動車九州へ移管し、年産12万台を予定。 2013年（平成25年）発売予定である欧州では、英国日産自動車製造サンダーランド工場で生産予定。他に北米でも生産し、世界生産・販売台数の予定は年間35万台と発表した（なお、実現はしなかった）。日産自動車九州での記者会見では、日産自動車の西沢正昭常務執行役員は「国内ではモデルライフ平均で年間12万台を計画しているが、今年度は9月3日の発売から7か月で10万台突破を狙っている。もちろん日産の車種の中で最量販車種となるので、我々日本の販売ビジネスを預かる立場としても、それから日本の100万台生産を確保するためにも大変重要な車種。当然、販売ランキングトップテンの上位にくる車として育てていく」と述べた。
販売開始直後から好調な売り上げを見せ、販売開始から約2週間を経過した時点で月間販売目標の2倍以上にあたる21,880台を受注。その結果、同年9月の国内販売台数が18,355台となり、ハイブリッド車を除くガソリン登録車でナンバーワンの売り上げを記録、その後も2013年（平成25年）4月までの8か月連続でハイブリッド車を除くガソリン登録車ナンバーワンを維持した。これにより、2012（平成24）年度下半期（2012年10月 - 2013年3月）並びに2013年上半期（2013年1月 - 6月）の販売台数においてもハイブリッド車を除くガソリン登録車でナンバーワンの売り上げを記録したほか、2013年次のRJCカー・オブ・ザ・イヤーも受賞した。
2016年（平成28年）11月2日に行われた4度目のマイナーチェンジで、300万円以下の量産型のコンパクトカーでは世界初となるシリーズ方式ハイブリッドシステム（エンジンで発電した電力をバッテリーに一旦蓄え、その電力でモーターを駆動して走行する方式）を採用したe-POWER搭載車が追加された。このマイナーチェンジで再び売上が伸び、発売3週間後の同年11月23日時点で月間販売目標の約2倍にあたる20,348台を受注した。全体の78%がe-POWER搭載車であった。その結果、同年11月の国内販売台数が15,784台を記録し、軽自動車（軽乗用車）を含む全銘柄の販売台数で初めて1位になった。これは、e-POWER搭載車の追加がきっかけとなり、ノートそのものが再び注目され、改めて評価されたことも大きく貢献していると分析されている。国内向けの日産車が軽自動車・登録車を問わず月間販売台数で1位になったのは6代目（B12型）サニー前期型以来、30年2か月ぶりとなる。なお、このマイナーチェンジを機に追浜工場での生産に戻された。
販売台数はその後も堅調に推移し、2018年には約13万6300台と乗用車（軽自動車除く）ブランド通称名別新車販売台数で首位となった。年度ではなく暦年による年間首位は日産車として初となる記録。背景には、前述のe-POWER搭載車やフリート販売などが好調であったこと、ティーダなど既に整理された車種からの乗り換えによる積み増しと考えられている。

## 3代目 E13型（2020年 - ）

### 概要
3代目はパワートレインをe-POWERのみに絞り、日本国内では2代目キックスに次ぐe-POWER専用車種に移行。e-POWERはモーターとインバーターを刷新した第2世代となり、モーターは2代目モデルに比べてトルク・出力共に向上。インバーターは2代目モデルに比べて小型・軽量化され、エンジン効率も向上した。システム制御によるエンジンの作動頻度低減や車体の遮音性能向上を行うとともに、世界初となる路面状況からロードノイズが大きいと判断した場合に積極的に発電を行う制御システムも採用された。WLTCモードによる燃料消費率・排出ガスに対応（燃料消費率はJC08モードも併記）しており、「平成30年排出ガス基準75%低減レベル（☆☆☆☆☆）」認定を取得した。プラットフォームもE12型のVプラットフォームからCMF-Bプラットフォームへ刷新され、給油口は初代と同様の位置である右側に戻された。4WD車はフロントに加えてリアにも50kWの高出力モーターを搭載し、緻密且つ瞬時に制御を行う本格電動4輪駆動システムとなっており、グレード体系は「S FOUR」と「X FOUR」の2グレードとなる。安全面では運転支援技術「プロパイロット」にナビゲーションとの連携機能「ナビリンク」を追加して搭載し、車体骨格には日産初となる1470MPa級の超ハイテン材（冷間プレス用超高張力鋼板）を採用、軽量化と衝突安全性を高次元で両立させた。
外観はヘッドランプがフロントグリルと一体の薄型デザインとなり、その下には「Vモーションクローム」が配され、リアコンビランプは横一文字のシグネチャーデザインとなった。当モデルは、2020年7月に改訂された新CIならびに新書体を採用した最初の市販車種で、フロントとインテリジェントキーは新CIのマークとなり、リアは2代目までのCIから「N I S S A N」のバラ文字ロゴとなった。2023年12月のマイナーチェンジでは、C28型セレナ、BA1型ルークス（2023年4月マイナーチェンジモデル）、AA1型デイズ（2023年9月マイナーチェンジモデル）に次ぐ「デジタルVモーション」の採用に伴い、フロントグリルが刷新され、ボディカラーにより、カラード又はダークメタルグレーを設定。バンパーはフロント・リア共にボディカラー同色となり、リアバンパー下部にはアシンメトリーな模様が施された。16インチホイールカバーは幾何学模様があしらわれた新デザインとなった。
内装はメーターがセンターディスプレイと一体化された。小型の電制シフトレバーが乗るブリッジ型のセンターコンソールには大型の収納スペースやロングリーチのアームレストが装備され、前席のセンターコンソールにはスマートフォン用のワイヤレス充電器もメーカーオプションとして設定されている。警告音をはじめとした情報提示音も従来車から一新され、ゲームメーカーのバンダイナムコエンターテインメントと共同開発したサウンドを採用している。このサウンドは日本市場では当モデルが初採用となり、今後発売される日産の新型車にも搭載される予定となっている。2023年12月のマイナーチェンジでは、インストルメントパネルに水引をモチーフとしたデザインが採用され、シート地にランダムストライプが施された。
グレード体系は「F」・「S」・「X」の3グレードが設定される。「F」はリア間欠式ワイパー非装着でメーカーオプションの設定範囲を狭めたエントリーグレード、「S」はフロント2スピーカーや運転席シートリフター（ラチェット式）を追加したスタンダードグレード、「X」はインテリジェントキー、合皮アームレスト（ステッチ付・フロントセンター、フロントドア）、日産オリジナルナビ取付パッケージ（4スピーカー+TVアンテナ+GPSアンテナ）、シャークフィンアンテナ等が装備され、フロントドアガラスにIRカット機能、ドアミラーにドアロック連動格納機能、後席可倒式シートにリクライニング機能が追加され、タイヤ・フルホイールカバーを16インチにサイズアップしたハイグレードとなる。
オーテックジャパン（現・日産モータースポーツ&カスタマイズ）扱いの「助手席回転シート」もフルモデルチェンジを発表。シートスライド機能が新たに採用された。ベース車グレードは「X」のみの設定となる。
日本国内向けに開発された車種であるが、会社の業績悪化を受け欧米やアジア市場に向けての輸出が検討されている。

#### AUTECH
カスタムモデルとして先代に引き続き「AUTECH」が設定された。「AUTECH」は「X」・「X FOUR」をベースに、外観はフロントグリルをドットパターンに変え、専用デザインの16インチアルミホイール（切削光輝）を採用。また、車体下部（フロント・サイドシル・リア）にはメタル調フィニッシュの専用パーツ（プロテクターやフィニッシャー）が装備され、フロントバンパーにはブルーのシグネチャーLEDが採用された。内装はシート地にレザレットを採用し、海面の波の動きをモチーフとした模様が施されたほか、インストルメントパネルには紫檀柄にダークグレー色を施し、ブルーに光るパールがあしなわれ、専用本革巻ステアリングやレザレットシートなどにブルーステッチを施すなど、ブラックとブルーでコーディネートされ、リアセンターアームレスト（カップホルダー2個付）を装備した。ボディカラーは初代「AUTECH」からオーロラフレアブルーパールパール（特別塗装色）、ダークメタルグレーメタリック、ガーネットレッドカラークリアパール（特別塗装色）、プレミアムホライズンオレンジパールメタリック（特別塗装色）の4色を引き継ぎ、黒系はスーパーブラックから「AUTECH」専用となるミッドナイトブラックパール（特別塗装色）に、パール系（特別塗装色）はベースグレード同様に初代のブリリアントホワイトパール3コートパールからピュアホワイトパール3コートパールにそれぞれ差し替えたことで6色展開とするととともに、スーパーブラックと組み合わせた2トーン（特別塗装色）が新たに設定され、「AUTECH」専用となるオーロラフレアブルーパールパールとピュアホワイトパール3コートパールの2種が設定される。
あわせて派生モデルとして「AUTECH CROSSOVER」も設定された。既存の「AUTECH」に対してサスペンションを専用チューニングし、タイヤを16インチに大径化したことで最低地上高を25mm拡大。専用デザインのサイドシルプロテクターやホイールアーチガーニッシュ、ルーフモール、専用デザインのアルミホイールを装着。最低地上高の拡大に伴い、スプリング、ショックアブソーバー、パワーステアリングにもチューニングを行うことで普段使いとの両立も図られた。内装もは「AUTECH」専用のインテリアに加え、レザレットシートの色をブラックに変更し「AUTECH CROSSOVER」の刺繍が施された。ボディカラーは「AUTECH」に準じるものの、プレミアムホライズンオレンジパールメタリックはステルスグレーパールとの2トーンとして専用設定され、モノトーンには「AUTECH」では設定されていないオリーブグリーンチタンメタリックを追加する一方、2トーンは「AUTECH」に設定されているピュアホワイトパール3コートパール/スーパーブラックが未設定となる。
なお、後述する2022年8月の一部仕様向上でボディカラーが入れ替えとなり、「AUTECH」は特別塗装色のプレミアムホライズンオレンジパールメタリックとガーネットレッドカラークリアパールを廃止する替わりに、サンライズカッパーメタリック（特別塗装色）とバーガンディパールメタリックを追加。「AUTECH CROSSOVER」はダークメタルグレーメタリック、オリーブグリーンチタンメタリック、プレミアムホライズンオレンジパールメタリック/ステルスグレーパール 2トーン（特別塗装色）を廃止する替わりに、サーフグリーンチタンメタリック、ステルスグレーパール（特別塗装色）、オペラモーブメタリックを追加した。
2022年12月に追加設定された「AUTECH CROSSOVER +Active」は既存の「AUTECH CROSSOVER」にシルバーフロントプロテクターが追加され、ルーフモールがシルバーに変更される。また、ディーラーオプションに専用デカールキット（ボディサイド・ホイールアーチ、ハイボスカル製、ロゴ入り）が追加された。
2024年5月に「AUTECH CROSSOVER」がマイナーチェンジされた。ベース車同様に「デジタルVモーション」が採用されるとともに、「AUTECH CROSSOVER +Active」のデザインも採り入れられ、ルーフモールがシルバーに変更。シルバープロテクターは専用デザインに変更されるとともに、フロントに加えてリアにも装備された。また、フロントのシグネチャーLEDは下端に移動し、航跡波をモチーフとしたレンズカットに変更された。ボディカラーは、モノトーンは黒を「AUTECH」専用のミッドナイトブラックパール（特別塗装色）からスーパーブラックに差し替えると共に、サーフグリーンチタンメタリックとオペラモーブメタリックの2色が廃され、ベース車同様にターコイズパールを追加して6色に整理。2トーンは既存の「AUTECH」専用のオーロラフレアブルーパールパール/スーパーブラックに加え、「AUTECH CROSSOVER」専用のサンライズカッパーメタリック/スーパーブラックが設定されて2色となった。
なお、通常の「AUTECH」については2024年6月にマイナーチェンジされたノート オーラへ移行して設定されるようになったため、通常のノートでは「AUTECH CROSSOVER」のみの設定となった。

### 年表
- 2020年
  - 11月24日 - フルモデルチェンジを発表[16][17]。事業構造改革「NISSAN NEXT」の一環として日本市場へ発表された。

ボディカラーは2代目（2018年7月仕様向上モデル）からホワイト、スーパーブラック、ブリリアントシルバーメタリック、ダークメタルグレーメタリック、ガーネットレッドカラークリアパール（特別塗装色）、プレミアムホライズンオレンジパールメタリック（特別塗装色）[注釈 3]、オリーブグリーンチタンメタリックの7色を引き継ぎ、パール系（特別塗装色）を2代目のブリリアントホワイトパール3コートパールからピュアホワイトパール3コートパールに差し替え、新規色のオペラモーブメタリック、従来は「AUTECH」専用色だったオーロラフレアブルーパールパール（特別塗装色）、新色のバーガンディーパールメタリックの3色を追加して11色にするとともに、スーパーブラックと組み合わせた2トーン（特別塗装色）はバリエーションが刷新され、オペラモーブメタリックと2トーン専用色のビビットブルーメタリックの2種[注釈 5]が設定され、全13種のバリエーションとなった。なお、ホワイトは「S」専用色、ガーネットレッドカラークリアパール（特別塗装色）は「S」・「X」専用色、プレミアムホライズンオレンジパールメタリック（特別塗装色）・オリーブグリーンチタンメタリック・オペラモーブメタリック・バーガンディパールメタリック及び2トーン全色は「X」専用色となる。
  - 12月23日 - 販売開始。同時に4WD車を追加設定[18]。併せて、オーテックジャパン扱いの「助手席回転シート」への4WD車の「X FOUR」の追加設定及びE12型に設定されていたカスタムカー「AUTECH」も同シリーズで初となるフルモデルチェンジが発表された。発売はいずれも2020年度内の予定。なお、同年11月に発表済みの2WD車（「F」・「S」・「X」及びオーテックジャパン扱いの「X 助手席回転シート」）については同日より販売が開始された。
- 2021年
  - 2月1日 - 発売後約1ヵ月を経過した2月1日時点での受注台数が月間販売目標（8,000台/月）の約2.5倍となる20,044台となったと発表[19]。
  - 4月 - 仕様変更。2WD車が2030年度燃費基準を達成した（4WD車は「2030年度燃費基準90%達成」）[20]。
  - 10月7日 - カスタムカー「AUTECH」にブランド初のコンパクトクロスオーバーモデルである「AUTECH CROSSOVER」を設定。同日発売された[21]。
  - 10月20日 - ノート オーラと共にグッドデザイン賞を受賞[22]。ノートとしては2005年の初代モデル以来、2度目の受賞となった。
  - 11月4日 - 特別仕様車「Airy Gray Edition」が発売[23]。

「X」・「X FOUR」をベースに、シート・インストパネル・センターアームレスト・フロントドアトリムクロス&アームレスト・シートベルトなどにエアリーグレーを採用。併せて、ベースグレードではメーカーセットオプションとして設定されているインテリジェント アラウンドビューモニター（移動物 検知機能付）、インテリジェント ルームミラー、ステアリングスイッチ、統合型インターフェースディスプレイ、USB電源ソケット、ワイヤレス充電器、Nissan Connect（ナビゲーションシステム(地デジ内蔵)+専用車載通信ユニット）、ETC2.0ユニット（ビルトインタイプ）、プロパイロット（ナビリンク機能付）、プロパイロット緊急停止支援システム（SOSコール機能付）、SOSコール、インテリジェント BSI（後側方衝突防止支援システム）、BSW（後側方車両検知警報）、RCTA（後退時車両検知警報）が全て特別装備された。
オーテックジャパン扱いの「助手席回転シート」にもベース車に「Airy Gray Edition」が追加設定された。
  - 11月9日 - ノート オーラと共に2022年次RJCカー・オブ・ザ・イヤーを受賞[24]。ノートとしては2013年次の2代目モデル（E12型）以来、2代連続での受賞となった。
  - 12月10日 - ノートオーラと共に2021年次日本カー・オブ・ザ・イヤーを受賞[25]。日産車が同賞を受賞するのは2011年のリーフ以来10年ぶり[26]。
- 2022年
  - 4月 - シンガポールでの販売を開始。
  - 8月22日 - ノート オーラと共に一部仕様向上が発表された（発売は同年秋）[27]。

ボディカラーの入れ替えが行われ、モノトーンは「X」専用色のプレミアムホライズンオレンジパールメタリック（特別塗装色）とオリーブグリーンチタンメタリックを廃止[注釈 6]する替わりに、サーフグリーンチタンメタリックを追加し、「X」にはサンライズカッパーメタリック（特別塗装色）[注釈 7]、ノート オーラ専用色だったステルスグレーパール（特別設定色）も追加して12色に、「X」専用設定の2トーンにはサーフグリーンチタンメタリック/ダークメタルグレーメタリックを追加して3種となり、全15種のバリエーションに拡充された。
内装では、「X」の内装色にエアリーグレーを追加。また、全てのグレードでシートを抗菌仕様とした。
グレード体系も整理され、2WD専用グレードだった「F」が廃止された。
日産モータースポーツ&カスタマイズ扱いのカスタムカー「AUTECH」シリーズと「助手席回転シート」もベース車に準じて一部仕様向上され、ボディカラーの入れ替えやシートの抗菌仕様化が行われた。
  - 12月20日 - 「AUTECH CROSSOVER +Active」の追加設定が発表された（2023年1月下旬発売）[28]。
- 2023年
  - 2月27日 - 世界的な原材料費や物流費などの高騰を鑑みて価格改定が実施され、カタロググレードは一律3.85万円、日産モータースポーツ&カスタマイズ取り扱いグレードは一律4.95万円（いずれも10%の消費税込）それぞれ値上げされた（同年5月発売）[29]。
  - 12月11日 - マイナーチェンジを発表（2024年1月下旬発売）[30]。

外内装デザインの変更に加えてボディカラーの入れ替えも行われ、モノトーンはサーフグリーンチタンメタリックを廃止する替わりに新色のターコイズパール（特別塗装色）を追加。2トーンカラー（特別塗装色）は既存色をオペラモーブメタリック/スーパーブラックのみに集約され、新色のスミレパールメタリック/スーパーブラックとターコイズパール/ダークメタルグレーメタリックが設定された。
LEDヘッドランプを全車標準装備されたほか、助手席にあるグローブボックスは容量拡大が行われ、上下2段に間仕切りを設けて改良。インテリジェントキーはクルマに近づくと自動でロックを解除する「接近時アンロック機能」と降車後にクルマから離れると自動でロックする「降車時オートロック機能」が追加された。
日産モータースポーツ&カスタマイズ扱いの「助手席回転シート」もベース車に準じてマイナーチェンジされ、外内装のデザイン変更や機能面の強化が行われた。
なお、2023年2月の価格改定時に休売となっていた「S」・「S FOUR」は法人向けグレードとして販売を再開した。
  - 12月14日 - 90周年記念車「90th Anniversary」を発表（2024年1月下旬発売）[31]。

「X」・「X FOUR」をベースに、グリルフィニッシャーをカッパーに、ドアミラーはカッパーストライプ入りのブラックにそれぞれ変更され、通常はメーカーオプション設定となっている16インチアルミホイールをブラックの専用デザインへ変更の上で標準装備化。シートは「テーラーフィット」にカッパー色のステッチと「90th Anniversary」のタグが施された専用シートが採用された。ボディカラーはモノトーンのみとなり、ターコイズパールメタリック（特別塗装色）、オペラモーブメタリック、サンライズカッパーメタリック（特別塗装色）を除く8色が設定される。
- 2024年
  - 5月29日 - 日産モータースポーツ&カスタマイズ扱いの「AUTECH CROSSOVER」のマイナーチェンジが発表された（9月発売）[32]。
  - 12月18日 - 特別仕様車「ビームスエディション」が発売された[33]。本仕様車は台数限定発売のため、購入時に専用のWebサイトから事前申し込みが必要となる。

### ギャラリー

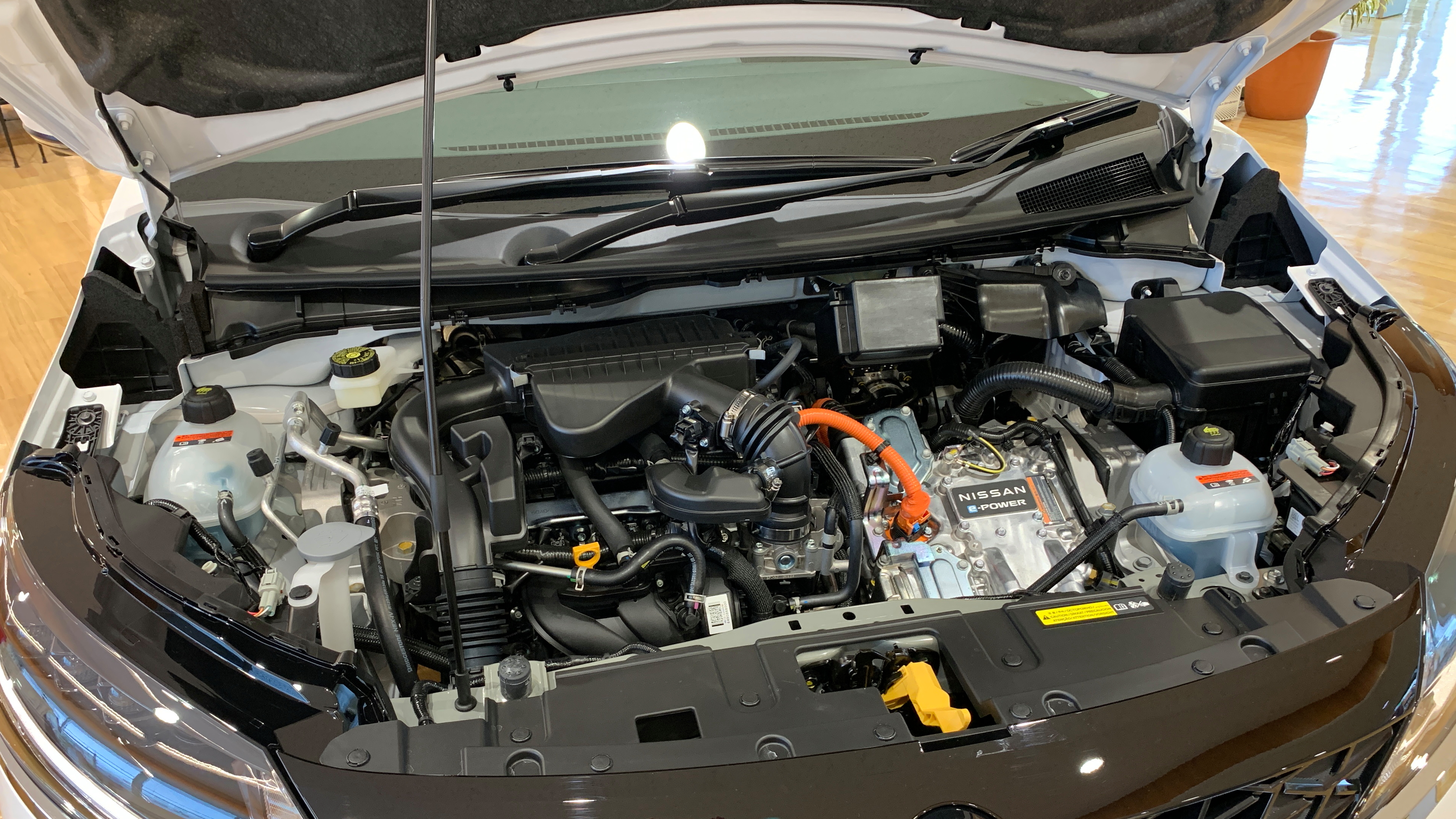
エンジンルーム
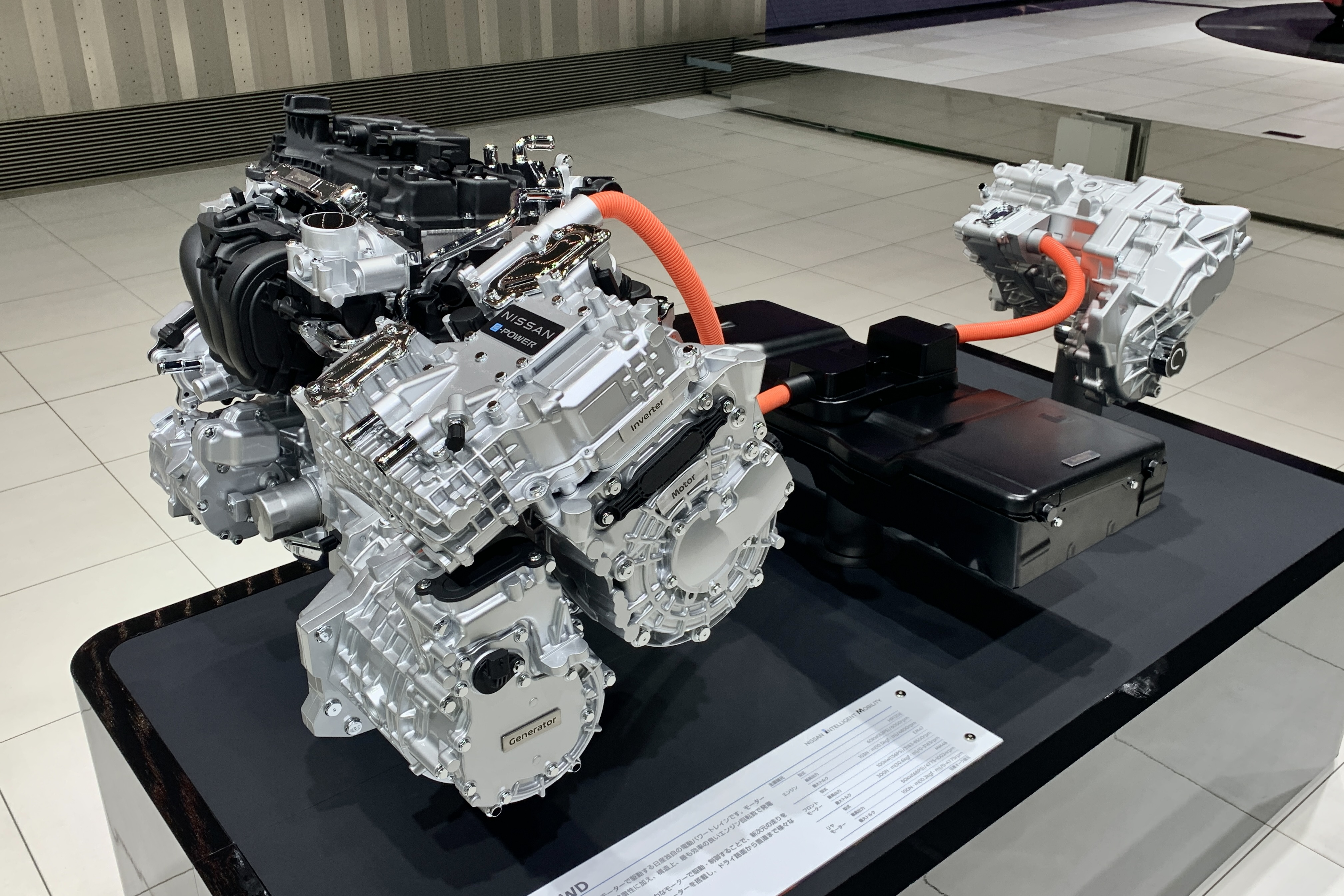
4WDの内部機構
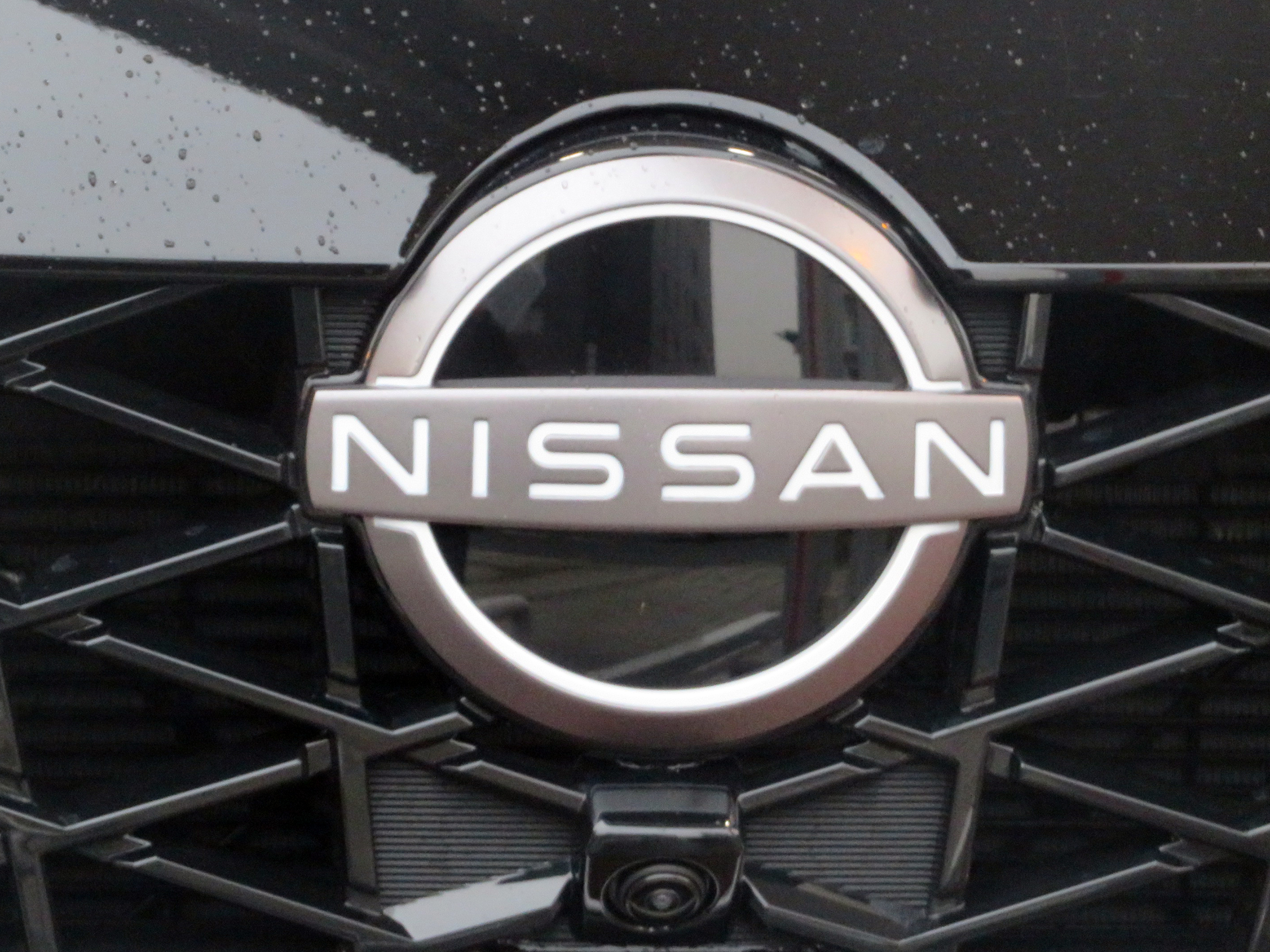
国内販売での日産車では初採用となった新日産ロゴ
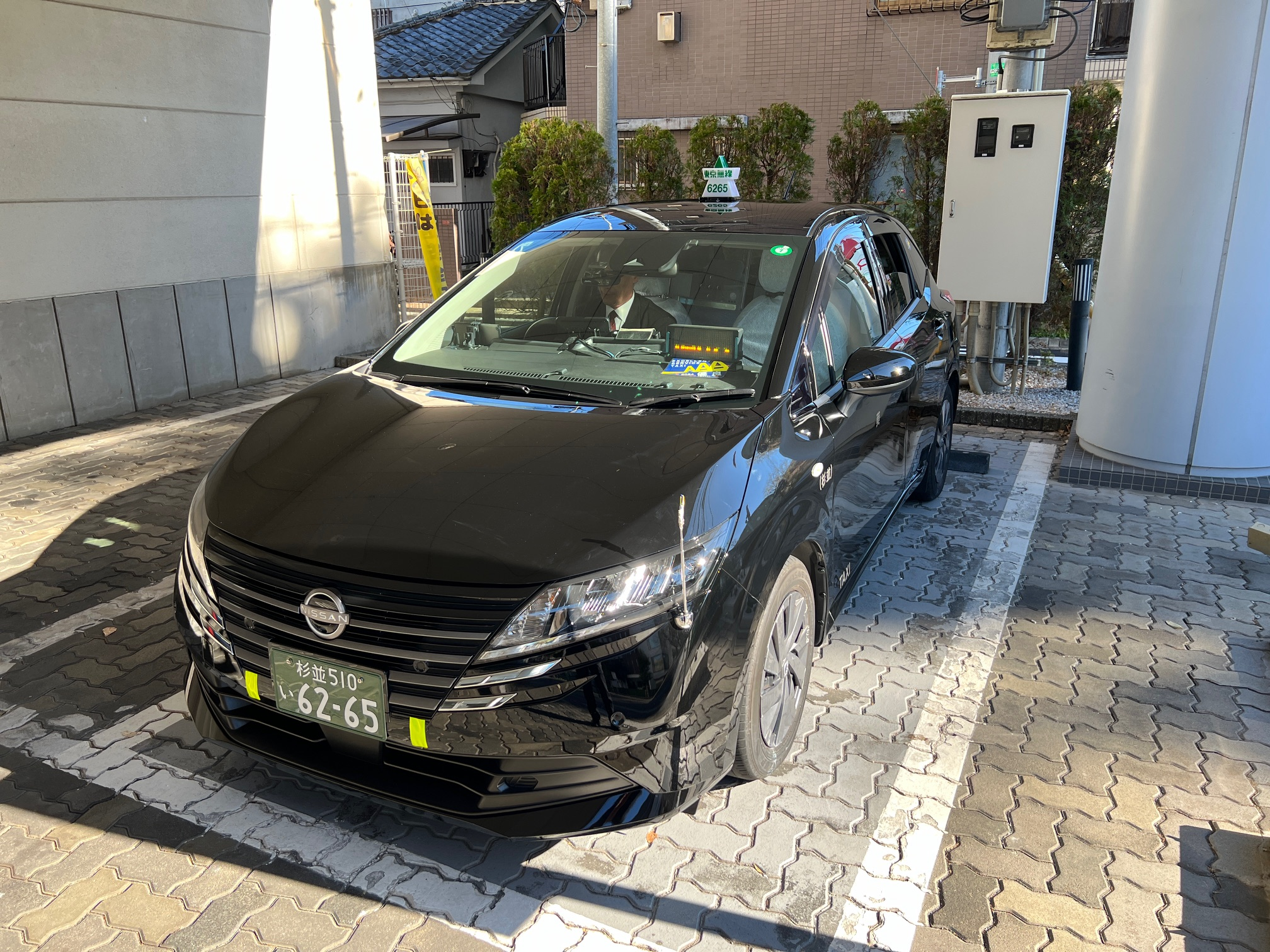
タクシーに使用されている車両（葵交通）   2024年1月改良型 S
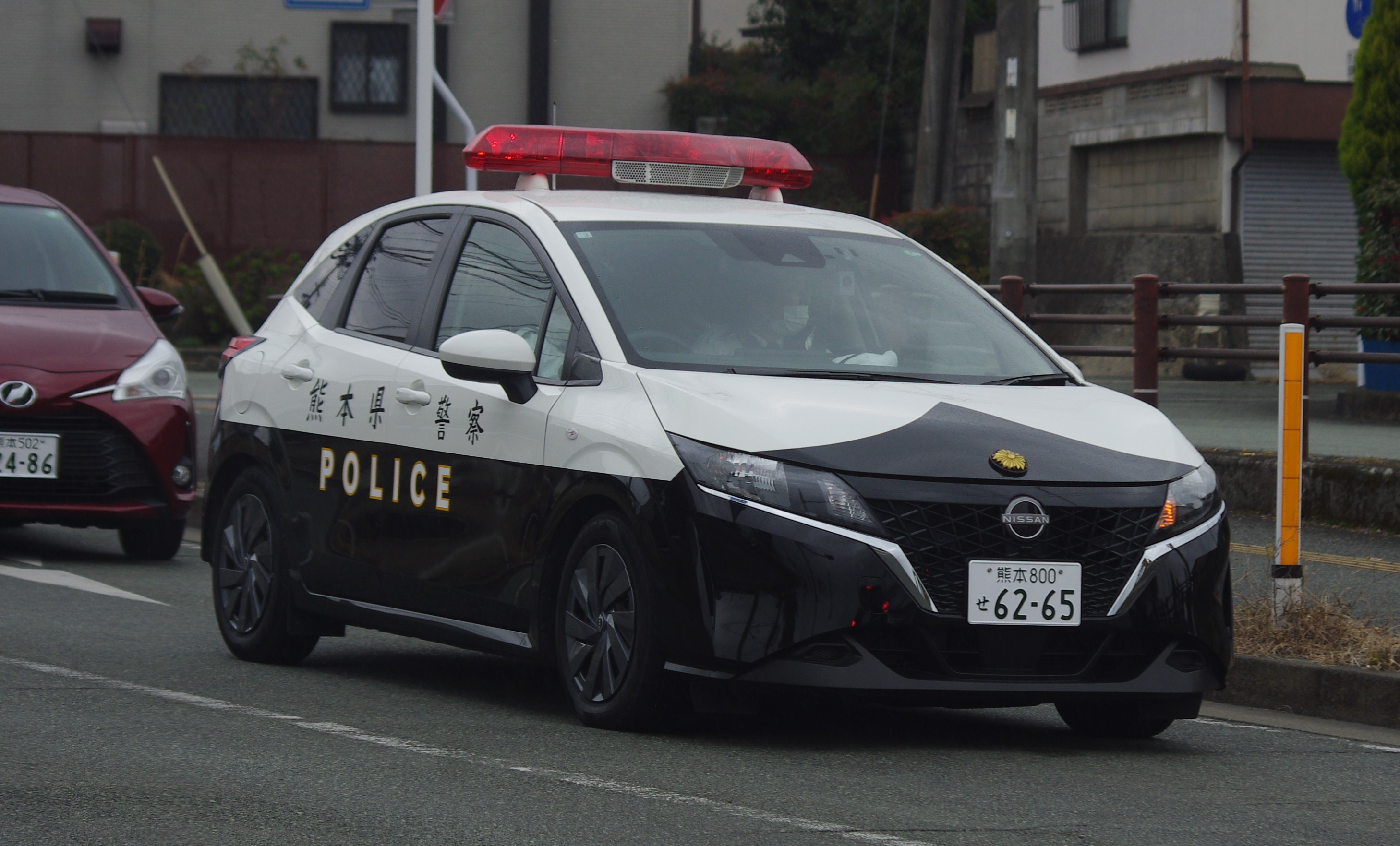
パトロールカーとして使用されている車両（熊本県警）
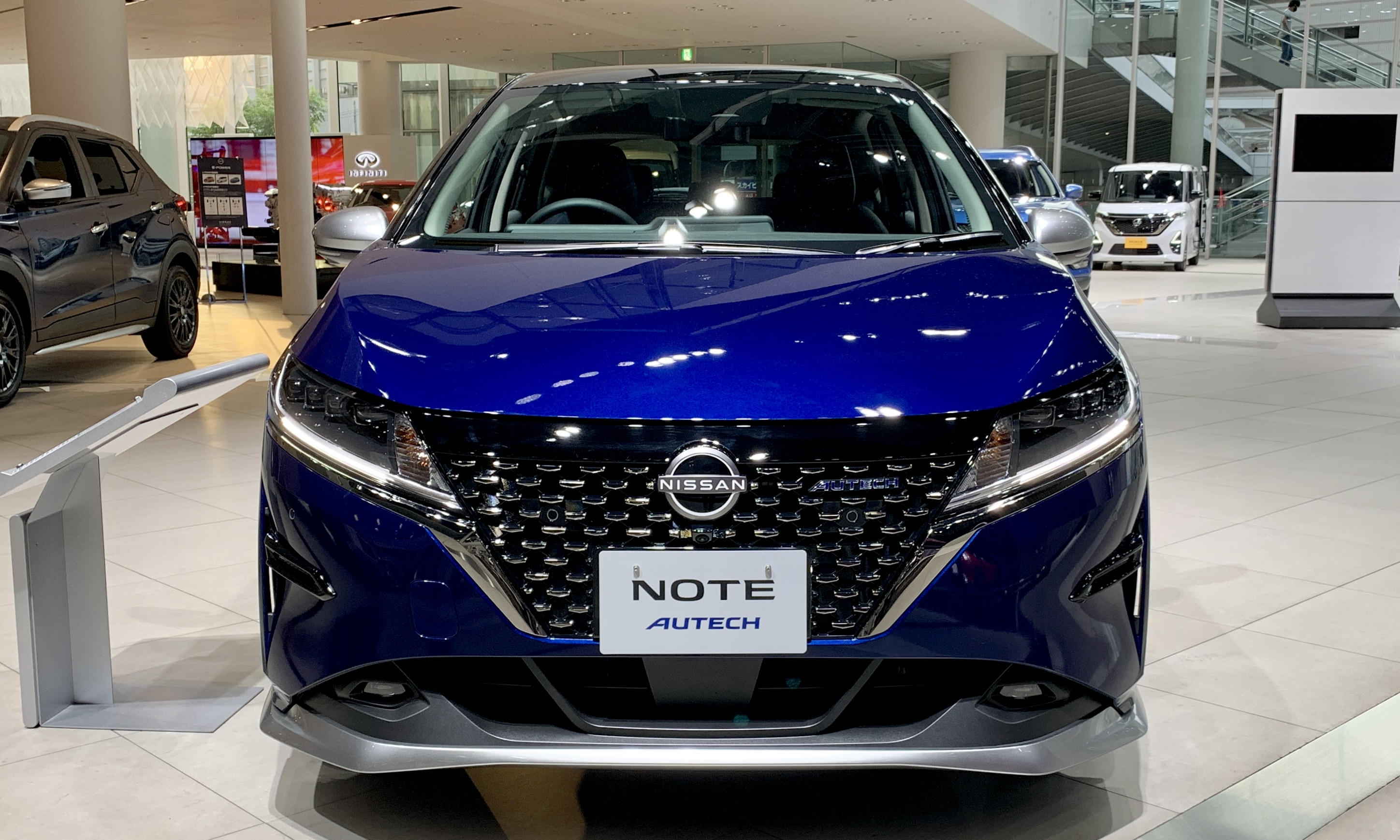
2020年12月登場型 AUTECH
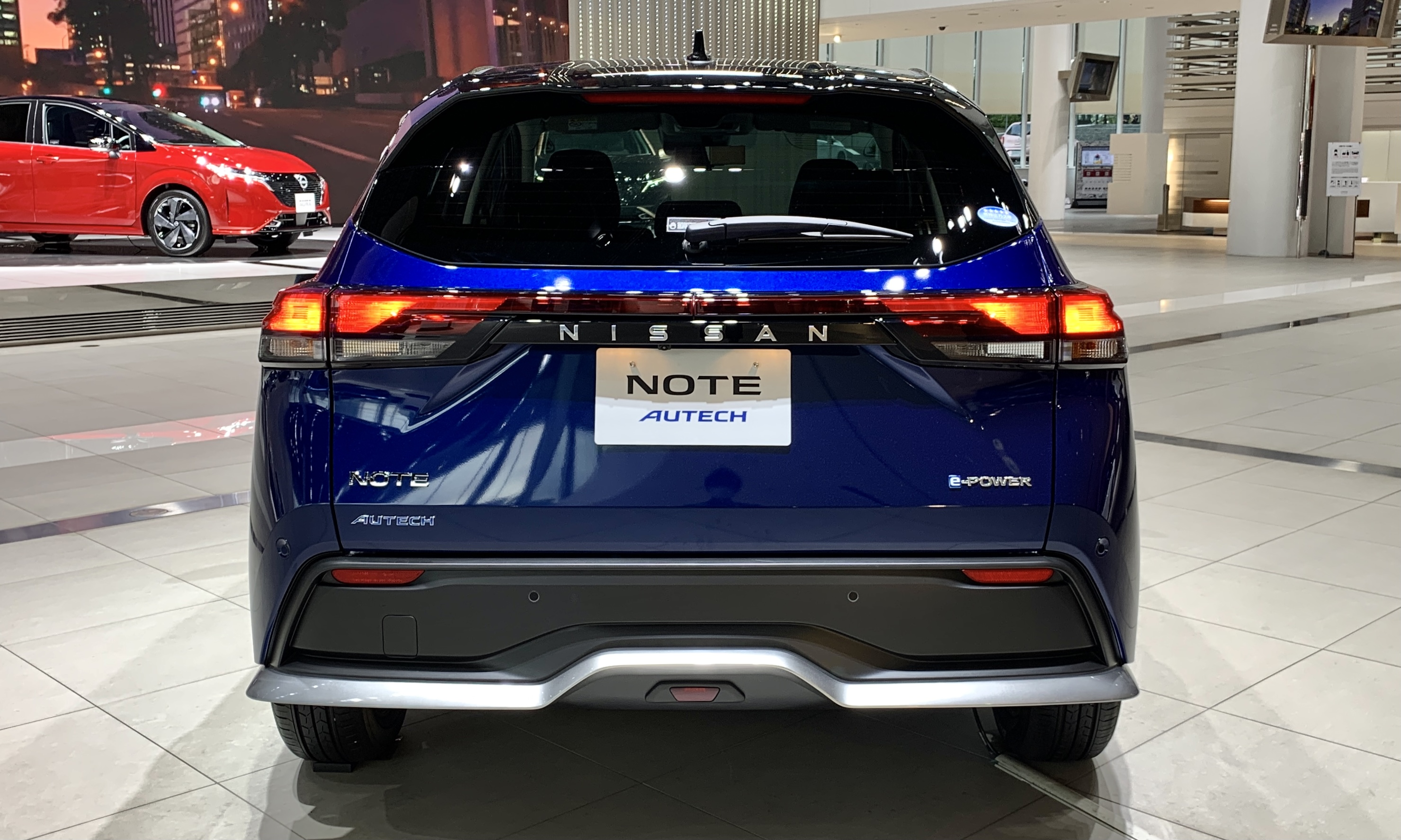
2020年12月登場型 AUTECH リア
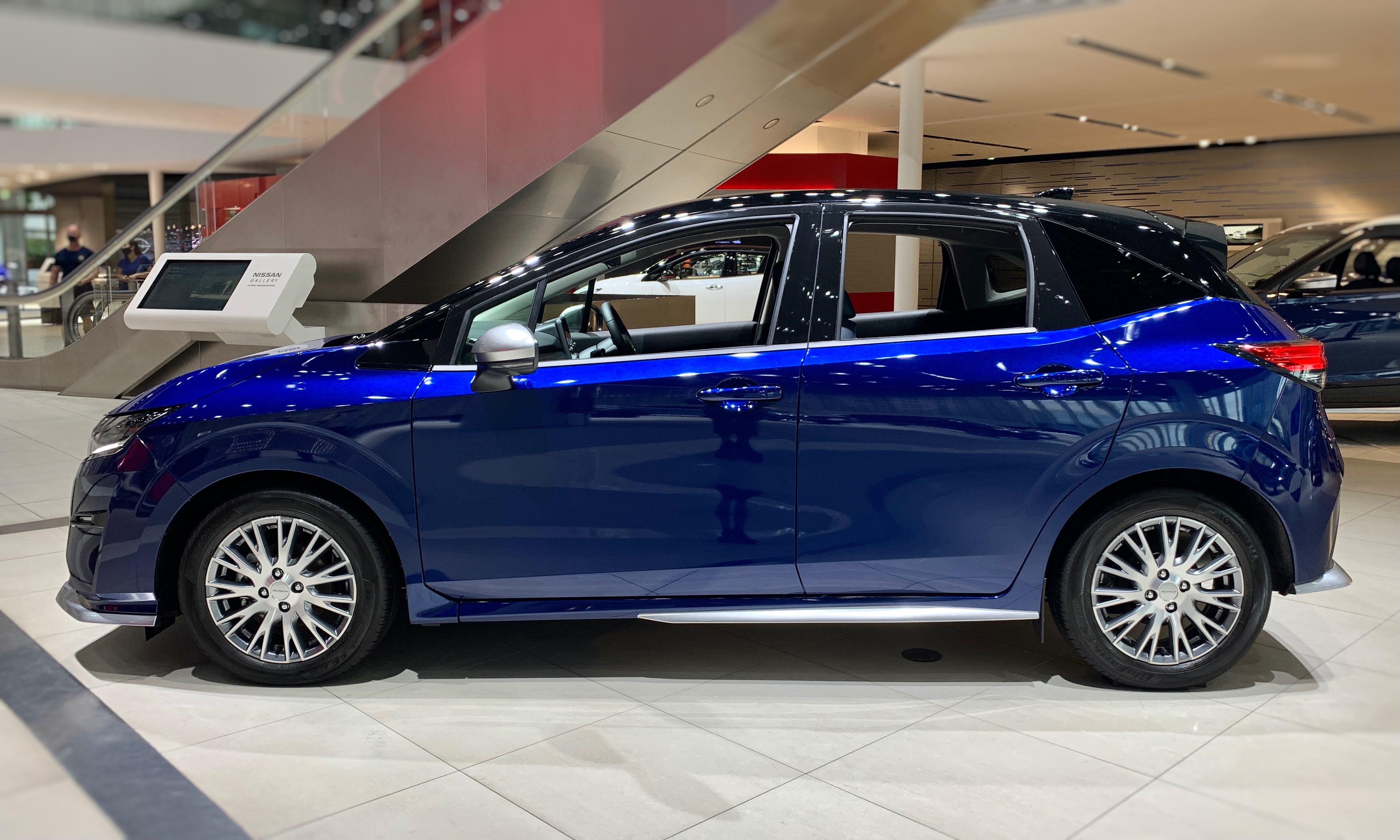
2020年12月登場型 AUTECH サイド
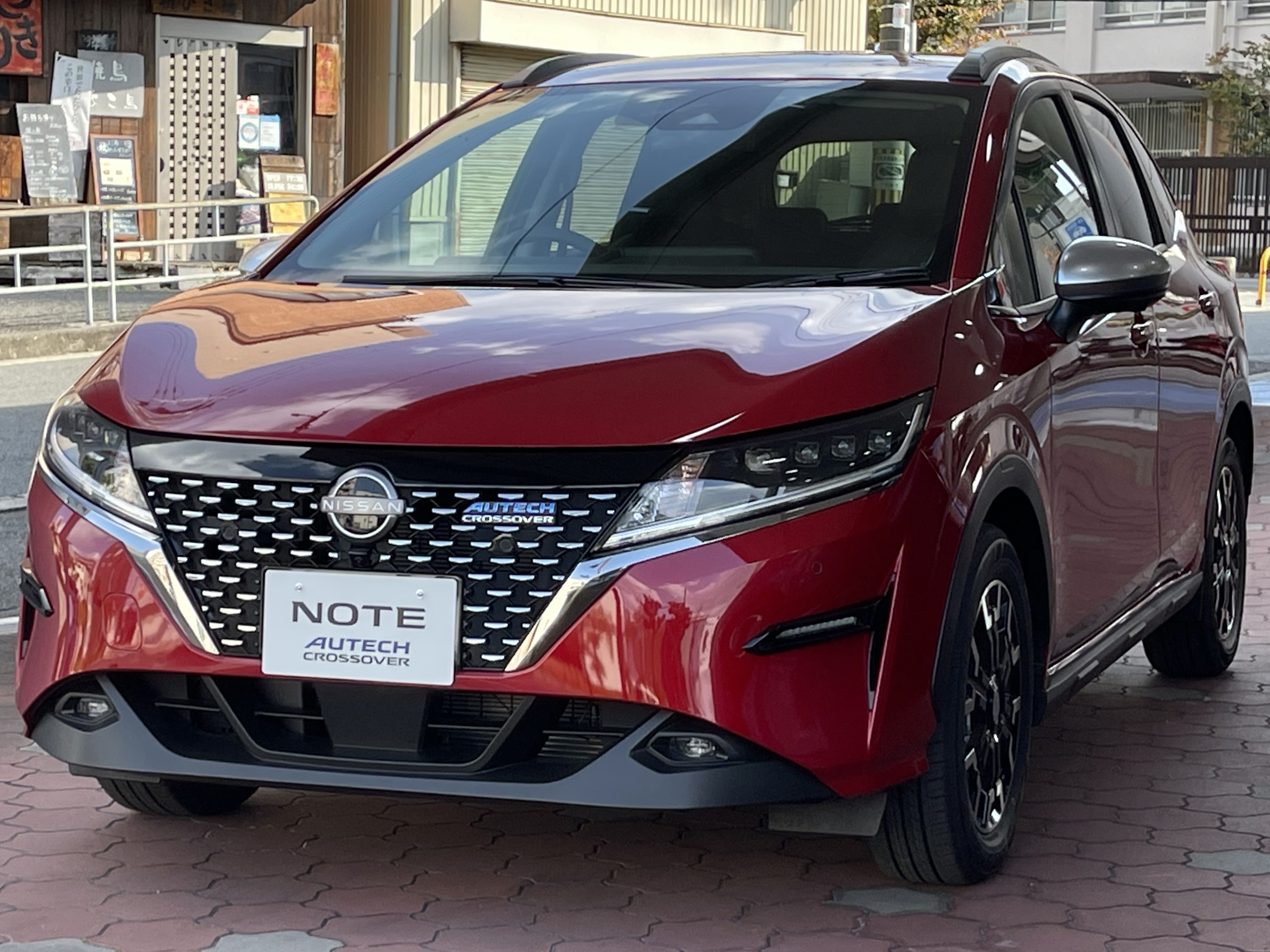
2020年12月登場型 AUTECH CROSSOVER
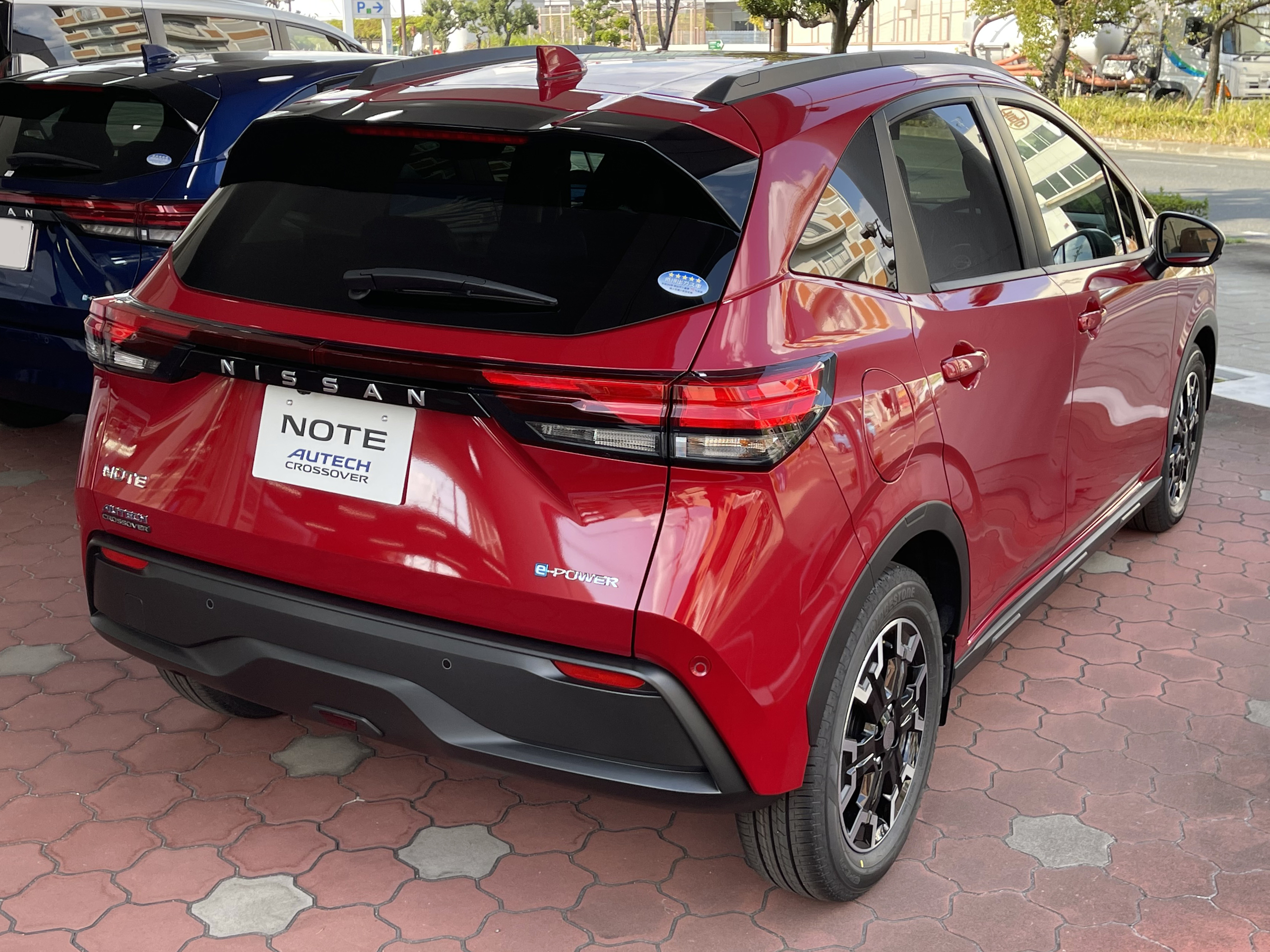
2020年12月登場型 AUTECH CROSSOVER リア
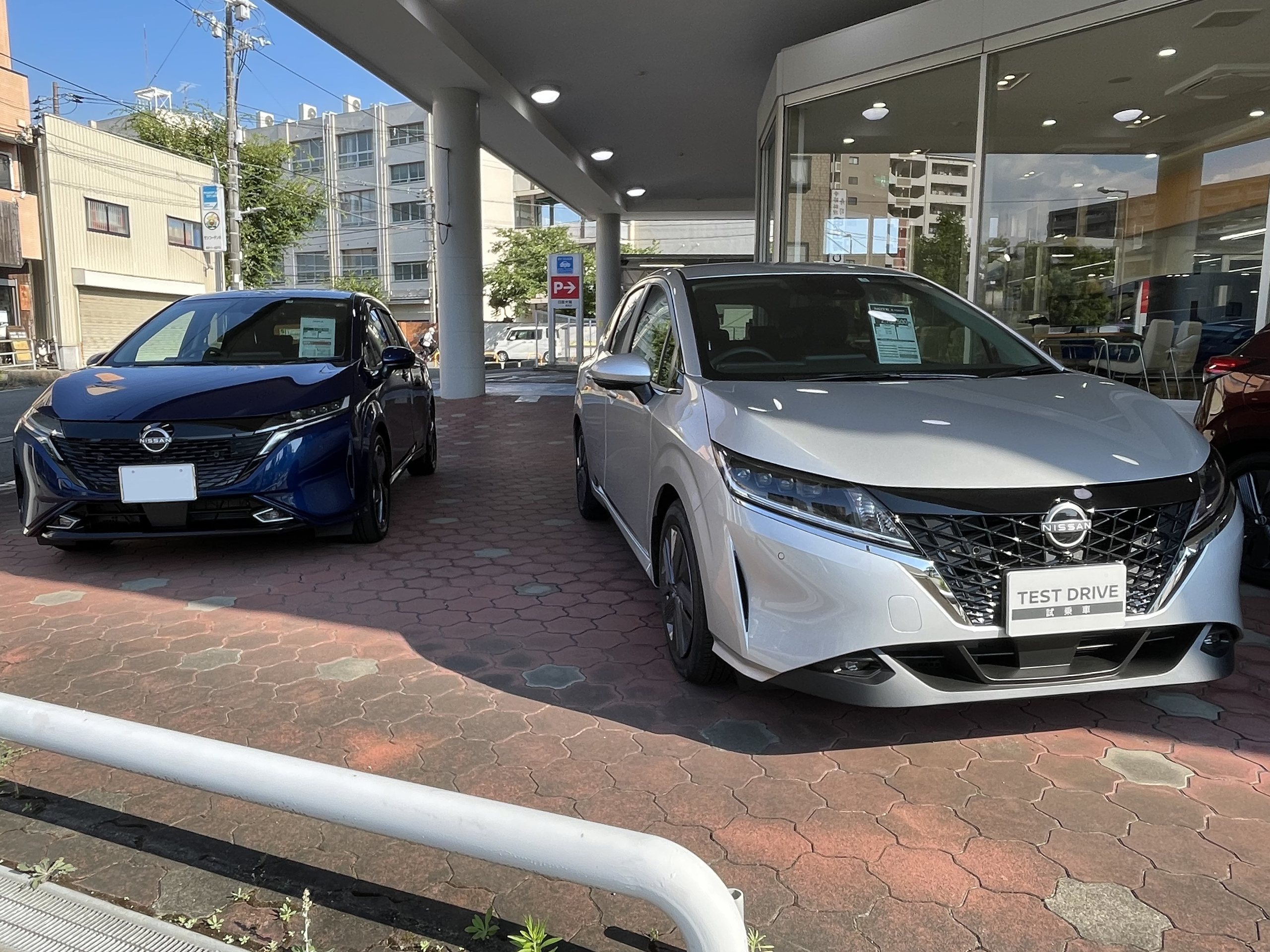
ノートオーラとのフロントの比較
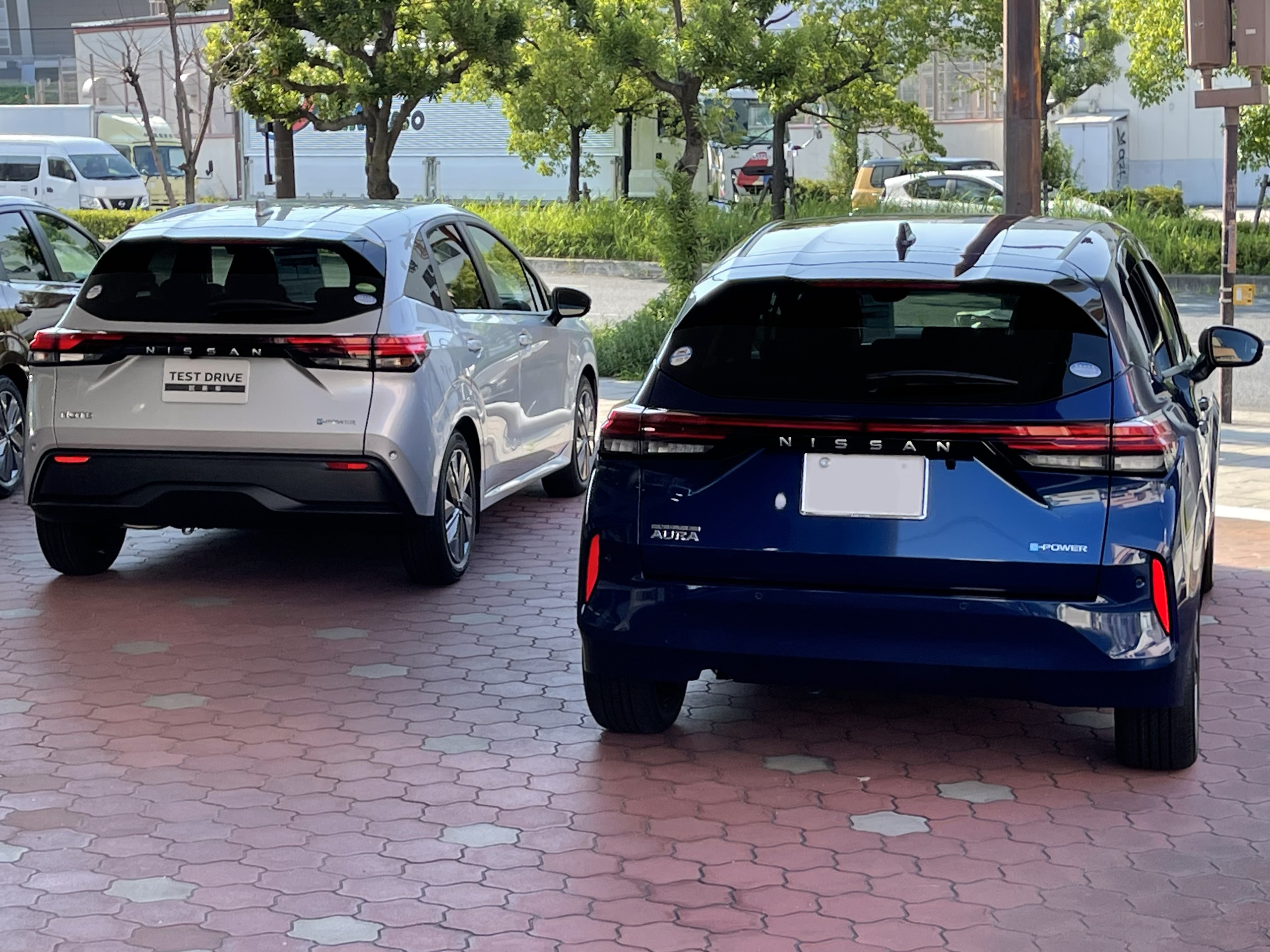
ノートオーラとのリアの比較
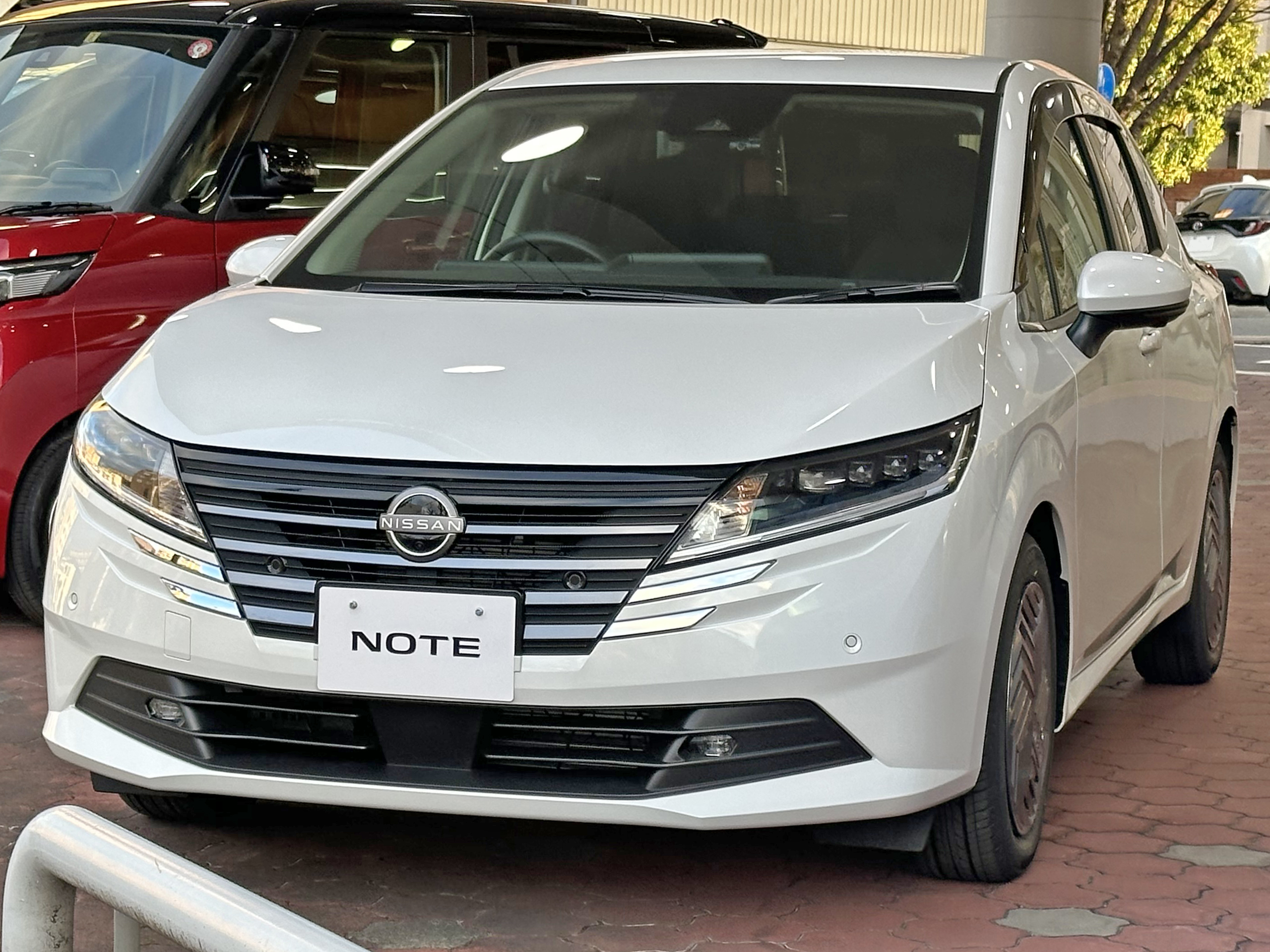
2024年1月改良型 X
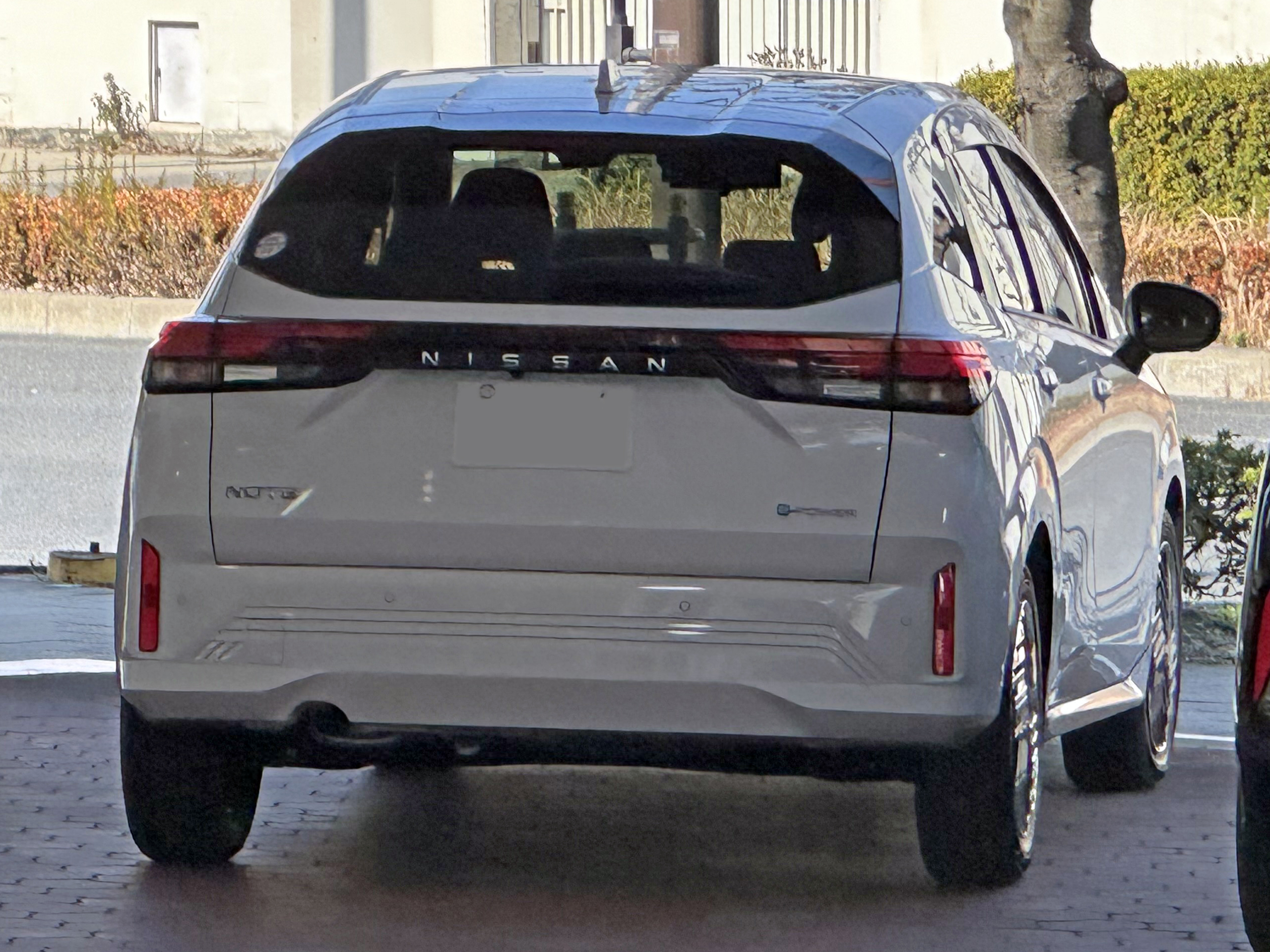
2024年1月改良型 X リア
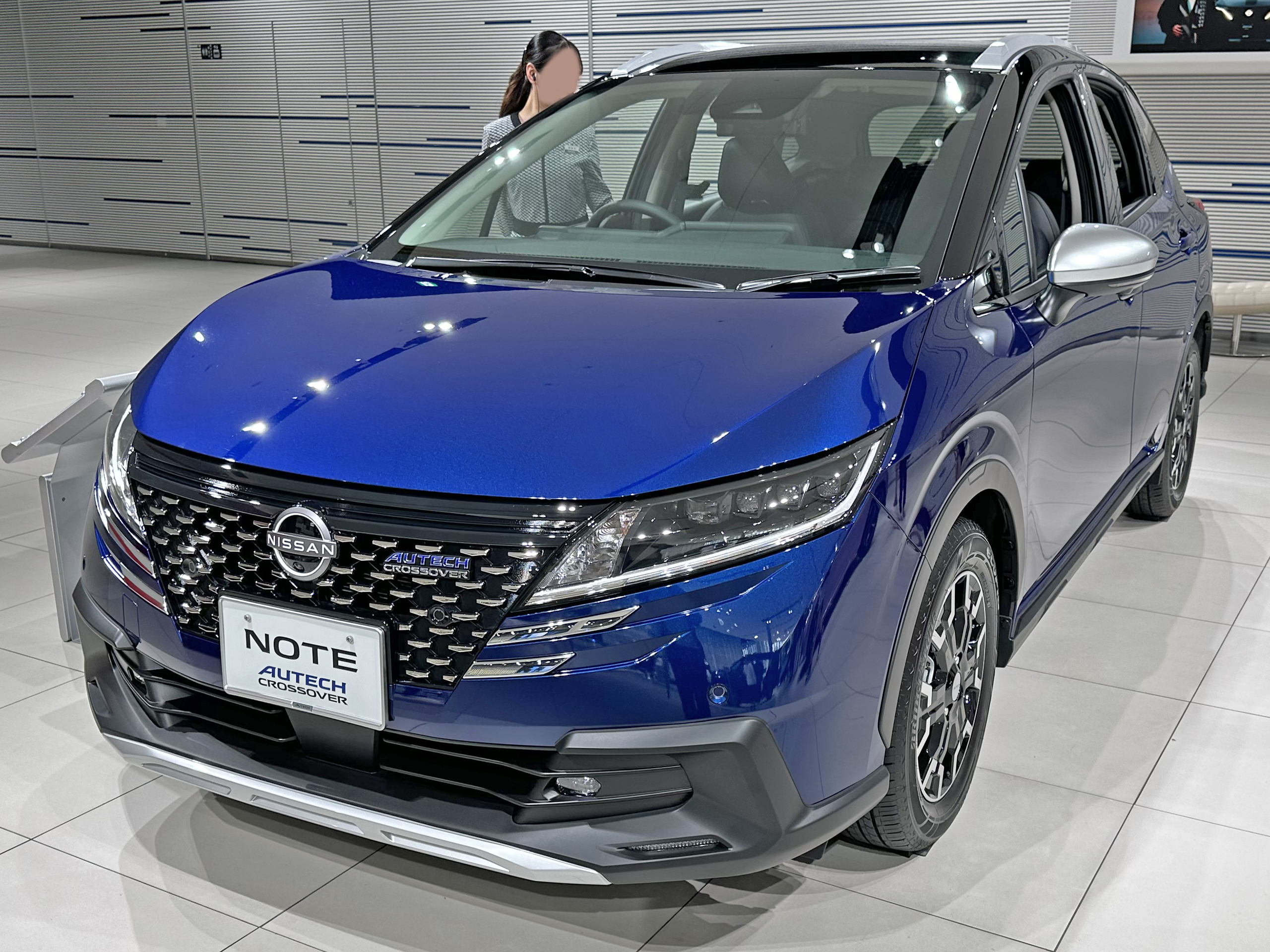
2024年1月改良型 AUTECH CROSSOVER
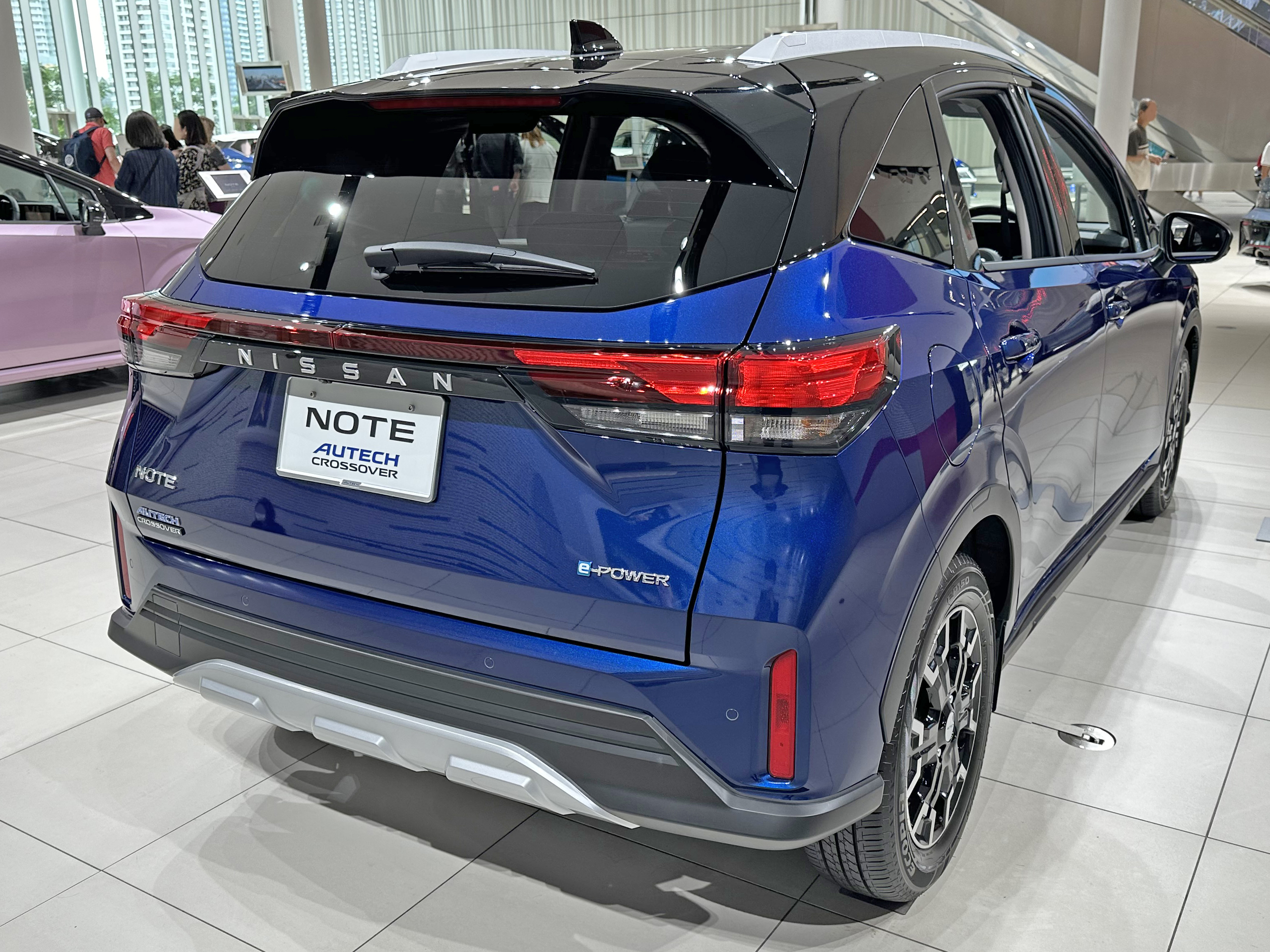
2024年1月改良型 AUTECH CROSSOVER リア

## ノート オーラ
ノート オーラ（NOTE AURA）はシリーズ3代目より登場した、2代目ノートの上位グレードであった「メダリスト」の後継車種である。メディアによってはノートの冠名は付けず、単にオーラと表記する場合もある。

### 初代（シリーズ通算3代目） FE13型（2021年 - ）
2021年6月15日
派生車種となる「ノート オーラ」が発表された（8月17日販売開始）。
全幅をノートから+45mm、全高を「X」・「X FOUR」から+5mmそれぞれ拡大。全幅が1,700mmを超えるため、ノートシリーズ初の3ナンバーとなる。

## 車名の由来
車名の「ノート」（note）は、音符の意味と雑記帳の意味を掛けている。これには、日常の何気ない音に混じり、また生活を記録することで使用者の生活の一部になって欲しい、という開発陣の願いがこめられている。
同時に、N・O・T・Eは、トランク部分の活用モードの名称の頭文字であり、初代のみ載せる荷物により、
- N：二段トランクモード
- O：オープン・モード
- T：たっぷりモード
- E：イージー・フラット・モード

の4種に活用できる。
また、パリサロンで発表されたコンセプトカーは、車名が「トーン」 (tone) であり、こちらも音色などを表す語である。トランクは、
- T：トゥイン・トランク・モード
- O：オープン・モード
- N：ノン・リッド・モード
- E：イージー・フラット・モード

とノートの機能の順番を並べ替えずに頭文字を車名にあわせることができる。
3代目上級仕様のサブネームである「AURA」は、英語で「雰囲気」「香気」の意。